# Lettres d'Amarna
Les lettres d'Amarna sont des tablettes d'argile d'ordre diplomatique, retrouvées à partir de la fin du XIXe siècle sur le site d'El Amarna, nom moderne d'Akhetaton, la capitale du Nouvel Empire d'Égypte antique, sur la période qui va de 1360 à 1330 av. J.-C., correspondant en grande partie au règne d'Amenhotep IV, plus connu sous le nom d'Akhenaton (v. 1369-1353 av. J.-C.), mais couvrant aussi d'autres règnes (Amenhotep III, peut-être jusqu'au début de celui de Toutankhamon). Ces tablettes, sont rédigées pour la plupart en akkadien cunéiforme. On dénombre 350 lettres, le corpus de textes mis au jour à Amarna, comprenant aussi des textes scolaires et littéraires, étant de 382 au total. Il ne s'agit pas d'une archive complète, loin de là, mais au contraire de textes laissés sur place après le départ de la cour égyptienne, parce qu'ils ne présentaient plus d'intérêt. Ils n'en sont pas moins une source d'information primordiale sur les relations internationales à cette période, au point que celle-ci est souvent surnommée « âge d'Amarna ».
Le premier groupe de lettres, moins important en quantité (44), est issu de la correspondance entre les rois égyptiens et les principaux rois du Moyen-Orient : Babylone, l'Assyrie, le Mittani, l'Arzawa, Alashiya et les Hittites. Ils se considèrent comme des « grands rois » de rang égal et s'appellent entre eux « mon frère ». Les sujets abordés sont principalement liés aux échanges qui ont lieu entre les cours, qui consistent en des cadeaux d'hommage et des mariages de princesses avec un roi égyptien. Les négociations sont souvent longues et émaillées de discussions sur la quantité appropriée à offrir, chaque souverain étant soucieux d'être traité à hauteur de son rang et suivant des règles de réciprocité, qui veut que des choses de valeur équivalente soient échangées. Les rois égyptiens en particulier se plient mal aux règles de parité, car ils se considèrent au-dessus des autres. Ces relations reposent sur des messagers qui ont en fait plus largement le rôle de représentant plénipotentiaire de leur roi, conduisant les négociations et parfois contraints de rester des années à la cour égyptienne.
Le second groupe de lettres, bien plus nombreux en quantité (plus de 300), est issu de la correspondance entre les rois égyptiens et leurs vassaux dirigeant des royaumes au Levant, dans le pays de Canaan au sud et jusqu'en Syrie au nord (Ugarit, Qadesh, Amurru, etc.). Il concerne la gestion de l'empire égyptien dans cette région, qui est en fait à cette époque une forme de domination peu contraignante, au point qu'elle a été souvent perçue comme une manifestation de déclin du pouvoir égyptien, ce qui n'est pas évident. Le roi égyptien demande à ses vassaux qu'ils lui fournissent des biens et des personnes, qu'ils approvisionnent ses représentants et ses troupes, et d'une manière générale qu'ils manifestent loyauté et obéissance. Les vassaux demandent à leur suzerain de lui octroyer sa protection, puisqu'ils sont souvent impliqués dans des rivalités locales qui se traduisent parfois par des conflits ouverts. Mais ces troubles très localisés ne paraissent généralement pas préoccuper le pouvoir égyptien tant que son autorité n'est pas remise en cause. Ces textes fournissent de nombreuses informations sur la situation politique des régions du Levant, autrement peu documentées par des textes de cette période. Ils ont souvent été étudiés pour voir leur apport potentiel aux études bibliques, même si cette tendance s'est estompée.

## Les tablettes d'Amarna

### Découvertes et publications
La découverte des tablettes est faite par des habitants du voisinage du site d'El Amarna, qui découvrent en 1887 des tablettes cunéiformes et entreprennent une exploration plus poussée, sans doute sous la direction d'un marchand d'antiquités. Plus de 300 sont parvenues sur le marché des antiquités et par ce biais ont intégré des collections publiques (parfois après des confiscations) et privées, tandis qu'un nombre indéterminé a disparu. La découverte n'a pas manqué de surprendre voire de susciter le scepticisme, puisqu'on ne s'attendait pas à ce que des tablettes cunéiformes soient découvertes sur le sol égyptien. Rapidement des recherches sont faites pour identifier le lieu de la trouvaille. William Matthew Flinders Petrie fouille El Amarna et trouve une vingtaine de tablettes entre 1891 et 1892. Émile Chassinat, directeur de l'Institut français d'archéologie orientale (IFAO) du Caire, fit l'acquisition de deux tablettes supplémentaires en 1903. Lorsque Knudtzon propose la première traduction des tablettes en 1907, il recense 351 lettres. 24 ont été découvertes depuis, lors de fouilles d'El Amarna, mais aussi dans des musées où elles avaient été oubliées,,. 
Le nombre de tablettes d'El Amarna identifiées est aujourd'hui de 382. Les principales collections de tablettes d'Amarna se trouvent dans les musées du Caire, 49 ou 50 selon W. Moran, plus de deux cents sont au Vorderasiatisches Museum de Berlin, 95 au British Museum, 22 à l'Ashmolean Museum, 7 au Musée du Louvre. Quelques unes sont parvenues dans des collections privées. Certaines des tablettes connue sont trop fragmentaires pour être lisibles, d'autres qui sont mentionnées dans des publications anciennes sont introuvables, comme celle acquise à titre personnel par l'assyriologue Jules Oppert (EA 260), une fuite d'eau a endommagé des tablettes de l'Ashmolean Museum, tandis qu'EA 7 a été détruite lors du bombardement du musée de Berlin en 1945,. 
Sur les 382 tablettes, 350 sont des lettres et le reste sont de type scolaire-littéraire. Les tablettes sont identifiées suivant un principe déterminé par Knudtzon et prolongé par la suite : les deux lettres EA pour El Amarna, et un chiffre de 1 à 382, les premières (EA 1 à 44) étant la correspondance des grandes puissances, regroupées par royaume dans un ordre géographique en sens inverse des aiguilles d'une montre (Babylone, Assyrie, Mittani, Arzawa, Alashiya, Hatti), puis les lettres des royaumes levantins (EA 45 à 339) dans un ordre nord-sud (Syrie, Liban puis Canaan), et enfin, à partir d'EA 340, les tablettes scolaires et des lettres de la correspondance des vassaux identifiées après la publication de Knudtzon, ainsi que des tablettes trop fragmentaires pour pouvoir être déchiffrées et rangées dans une catégorie.
La découverte des lettres d'Amarna suscite rapidement un engouement important dans la communauté académique qui y découvre des lettres des principales puissances politiques du Bronze récent ainsi que des possibilités de rechercher des parallèles avec la Bible, sujet toujours porteur dans les études sur le Proche-Orient ancien. Les lettres en hittite et en hourrite sont aussi des sources majeures pour la redécouverte de ces langues. Cela explique la rapidité des publications à son sujet. La traduction de Knudtzon constitue une étape majeure, permettant une base solide pour les études. Elle est prolongée par une édition avec transcription des tablettes par A. Rainey en 1978. Les autres traductions importantes sont faites par W. Moran, auteur d'un travail fondamental de philologie et de recherche sur les tablettes, en français en 1987 puis en en anglais en 1992, et M. Liverani qui propose une traduction des lettres en italien en 1998 et 1999, avec des commentaires historiques reposant en bonne partie sur ses propres travaux sur les relations internationales au Bronze récent. S. Izreel réédite et traduit les tablettes scolaires en 1997. A. Rainey réalise ensuite une nouvelle traduction en anglais, publiée en 2015 après sa mort,.
Une autre étude importante est celle conduite par Y. Goren, I. Finkelstein et N. Na'aman (2004) à partir de l'argile des tablettes, soumise à des analyses pétrographiques afin de déterminer leurs lieux de rédaction, en identifiant les territoires d'où a pu être extraite l'argile. Elle a apporté différentes informations importantes, notamment sur la localisation d'Alashiya (confirmant qu'il se situait probablement sur l'île de Chypre) et sur le fait que certaines des tablettes des vassaux pouvaient être écrites dans les centres administratifs égyptiens plutôt que dans leur cité.

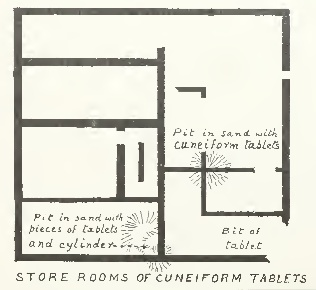
Le lieu de découverte des archives d'après F. Petrie.
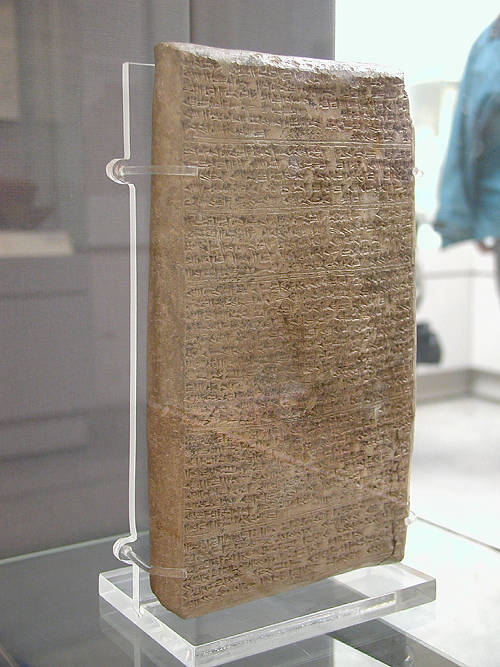
Lettre de Tushratta du Mittani à Amenhotep III (EA 19). British Museum.
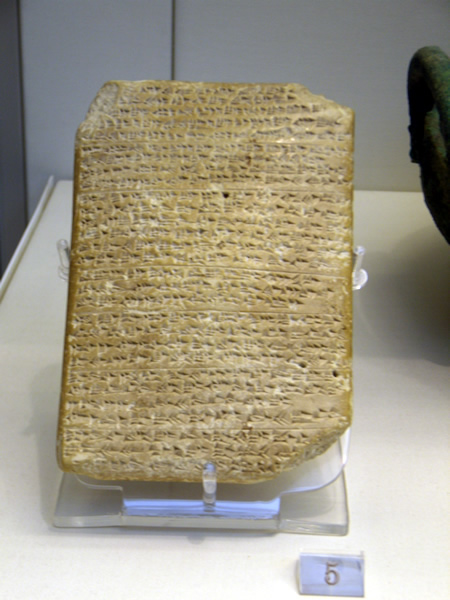
Une des lettres du roi d'Alashiya (EA 35). British Museum.
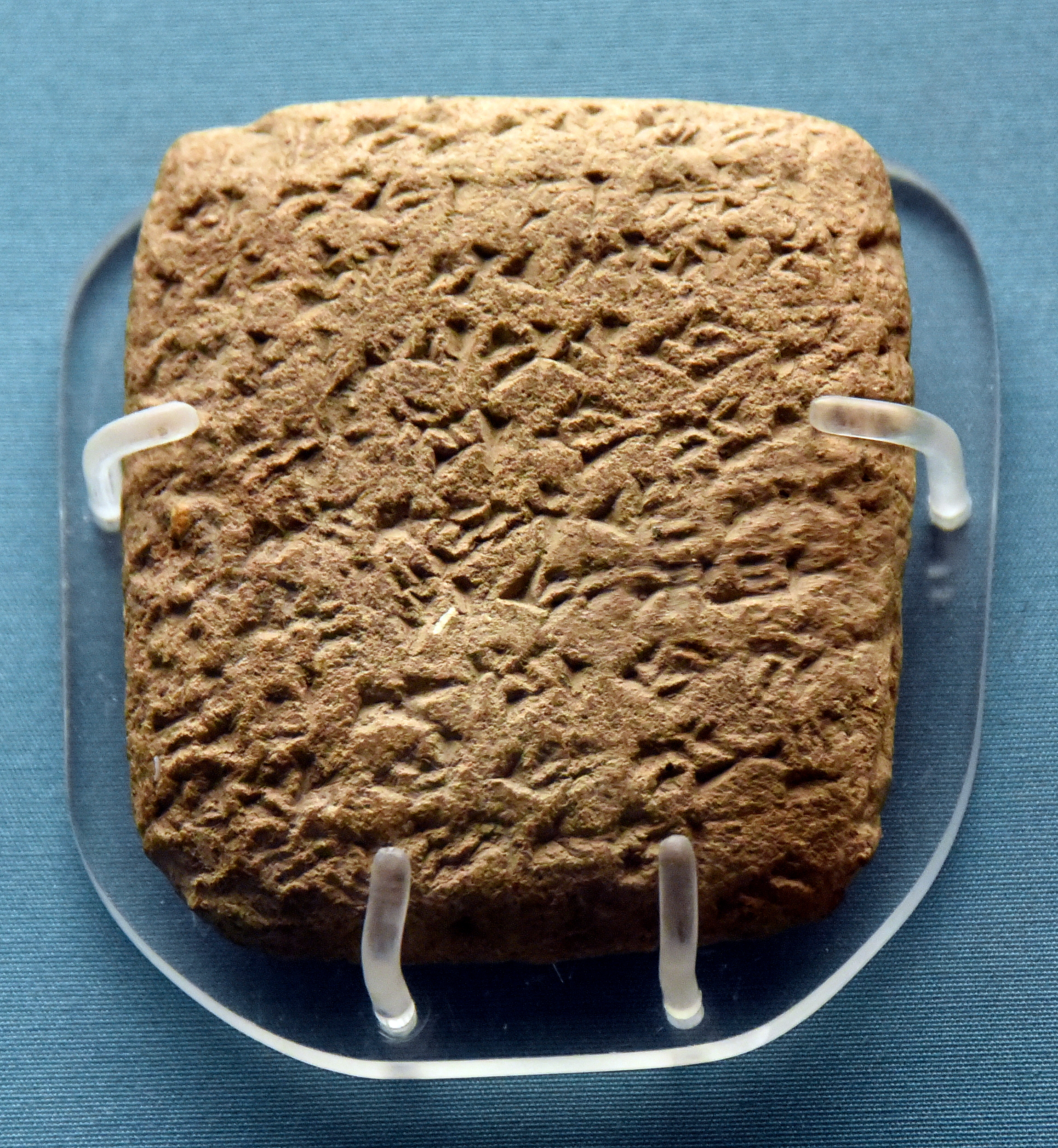
Lettre de Shipti-Ba'al de Lakish (EA 330). British Museum.
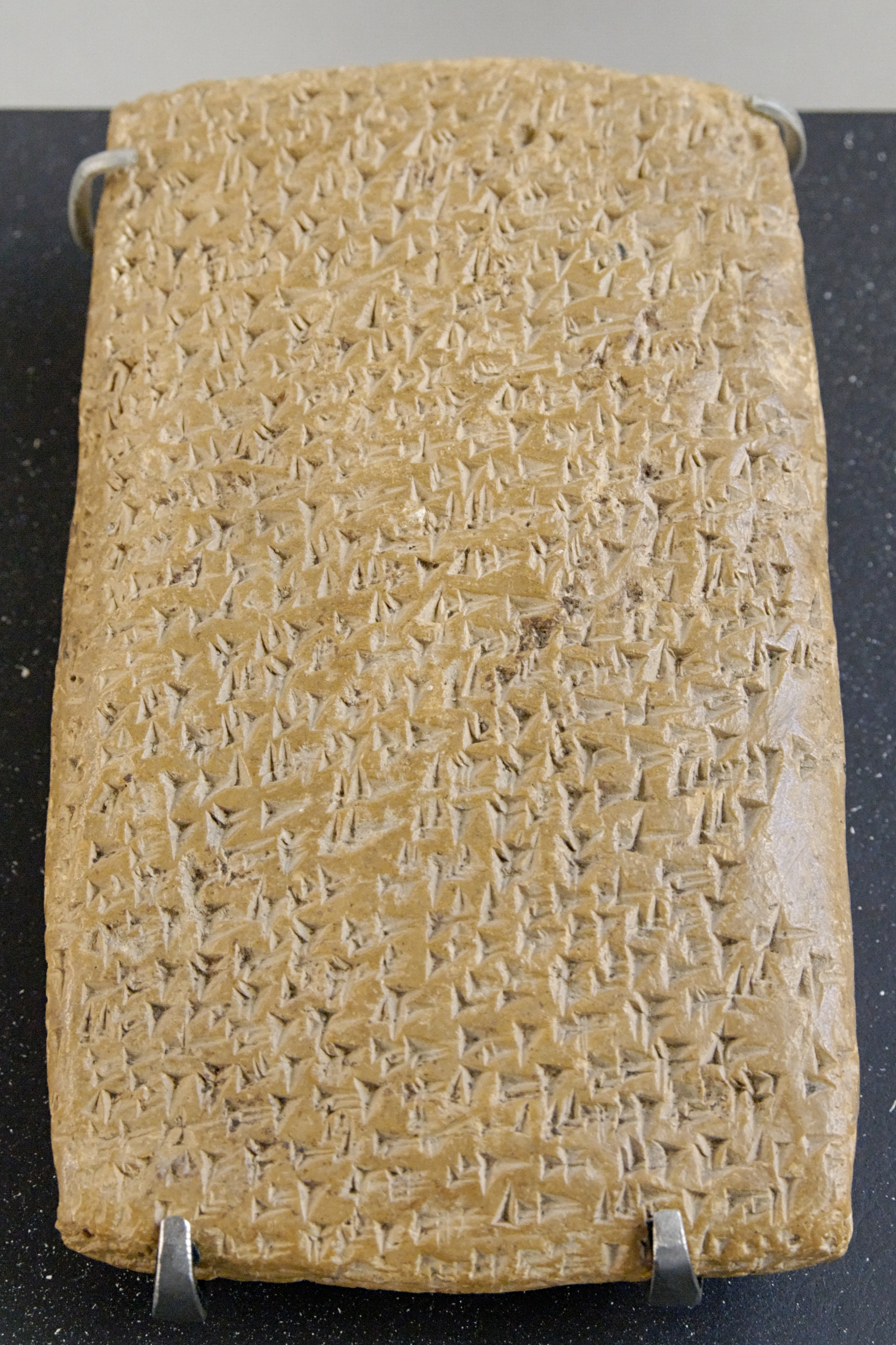
Lettre de Rib-Adda de Byblos (EA 362). Musée du Louvre.

### El Amarna/Akhetaton

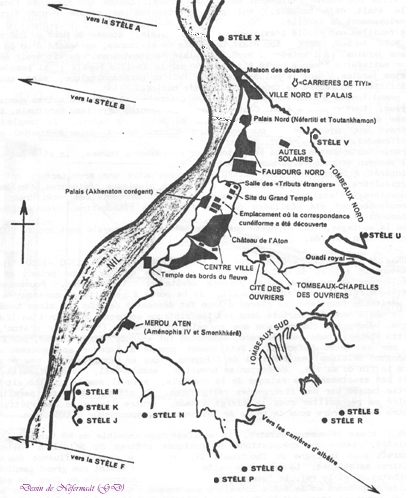
Plan du site d'El Amarna.

Le lieu de trouvaille est le site de Tell El Amarna (al-ʿAmārna), située à environ 300 kilomètres du Caire ou, pour prendre des références antiques, environ à mi-chemin entre Thèbes et Memphis. C'est un site s'étendant sur 15 kilomètres sur la rive droite du Nil, bordé au nord nord-est par un grand cirque. C'est une ville fondée après 1348 par le roi égyptien Amenhotep IV/Akhenaton, pour devenir une résidence royale et servir de nouvelle capitale à la place de Thèbes. Cette décision s'inscrit dans le contexte de réforme religieuse entrepris par ce roi, qui voue un culte au dieu Aton, le disque solaire, supplantant le culte royal traditionnel, qui accorde une importance au dieu Amon de Thèbes. La cité prend d'ailleurs le nom d'Akhetaton, « Horizon d'Aton ». La ville centrale comprend le grand temple de ce dieu, au sud duquel est construit un grand quartier administratif, comprenant un ensemble de bâtiments, et où ont été mises au jour les tablettes cunéiformes. La cour égyptienne quitte la cité peu après la mort d'Akhenaton en 1336, sous le règne de son fils et second successeur Toutankhamon, en même temps que le culte d'Aton est abandonné. Le site a fait l'objet de premières campagnes de fouilles systématiques à partir des années 1890, après la découverte des tablettes, sous la direction de Flinders Petrie. Son exploration archéologique s'est poursuivie depuis,,.

### Le Bureau des archives
Le lieu de découverte de la majorité des tablettes d'Amarna a été identifié lors des fouilles de Petrie dans un bâtiment du quartier administratif d'El Amarna, surnommé « Bureau des archives » (Records office ; ou « Unité 42.21 »). Le complexe de bâtiments dans lequel il se trouve est alors interprété comme le lieu des services des affaires étrangères égyptien. Des briques estampillées indiquent qu'on l'appelait « la place de la correspondance de Pharaon ». Il servait à la fois d'archive et de scriptorium où on formait à l'apprentissage du cunéiforme. Il devait aussi servir d'archive pour des textes en hiératique, et certaines tablettes ont des annotations peintes en hiératique. Cette archive étant constituée en partie de tablettes de la correspondance d'Amenhotep III antérieure à la fondation d'Akhetaton, cela indique qu'on y a transporté des tablettes depuis Thèbes lors de l'aménagement de la cour à Akhetaton, sélectionnées au regard de leur intérêt diplomatique. Lors de la courte vie de l'archive, des tablettes ont été écrites et reçues, certaines sans doute mises au rebut ou recyclées (pratique courante). On y trouve aussi quelques copies de lettres du roi égyptien, dont on ne sait pas si elles sont des brouillons, des lettres non expédiées, ou des copies de lettres effectivement expédiées, conservées de manière à pouvoir retrouver leur contenu au cas où il le faudrait. Il est du reste probable qu'une version en égyptien soit rédigée avant sur papyrus, voire également archivée pour préserver une trace de l'échange. Il ne s'agissait pas de la seule correspondance du roi, puisque certaines lettres sont adressées à la reine-mère ou à des hauts fonctionnaires. La majeure partie des archives a ensuite été emportée lors du déménagement de la cour. Les tablettes retrouvées sont donc celles qui avaient été délaissées parce qu'elles n'étaient plus jugées intéressantes. Cela explique pourquoi il manque des lettres auxquelles certaines des tablettes connues font référence : il s'agit donc plus des restes d'une archive que d'une archive à proprement parler. Quelques tablettes ont également été mises au jour dans d'autres bâtiments de la cité administrative d'El Amarna, qui devaient servir pour des membres de l'administration égyptienne ou pour l'hébergement des délégations étrangères,,,.

### Les tablettes non épistolaires
Moins étudiées que les lettres, la trentaine de tablettes scolaires et savantes mises au jour à El Amarna (EA 340-361, 368, 372-377, 379-381) n'en constituent pas moins un corpus de grand intérêt, concernant l'étude du cunéiforme et présence de la culture mésopotamienne loin de sa région d'origine, ainsi que l'activité des scribes qui écrivent et traduisent la correspondance cunéiforme du Pharaon. Il s'agit en effet de textes servant pour l'apprentissage du cunéiforme à El Amarna, qui se fait sur les lieux mêmes où le cunéiforme est pratiqué, suivant les usages proche-orientaux. Plusieurs tablettes sont ainsi des exercices d'élèves, ainsi que des listes lexicales, caractéristiques du milieu lettré mésopotamien, notamment des syllabaires servant de sortes de dictionnaires donnant des séries de signes cunéiformes arrangés de manière thématique, employés notamment pour la phase d'apprentissage du cunéiforme. Parmi ceux-ci se trouve une liste bilingue donnant des mots en égyptien (transcrit en cunéiforme) et leur équivalent en cunéiforme babylonien (EA 368). Le corpus a aussi livré des textes littéraires comme les mythes mésopotamiens Adapa et le Vent du Sud et Nergal et Ereshkigal, le récit légendaire Sargon roi du combat, ou encore le récit de Keshshi, d'origine hourrite mais ici en version akkadienne. Ils devaient ici servir de modèles dans le cycle d'approfondissement de l'apprentissage du cunéiforme babylonien. Ce sont aussi des illustrations du cosmopolitisme régnant à la cour du Nouvel Empire, auxquels participaient manifestement des scribes d'origine asiatique.

## Contexte

### L'«âge d'Amarna»

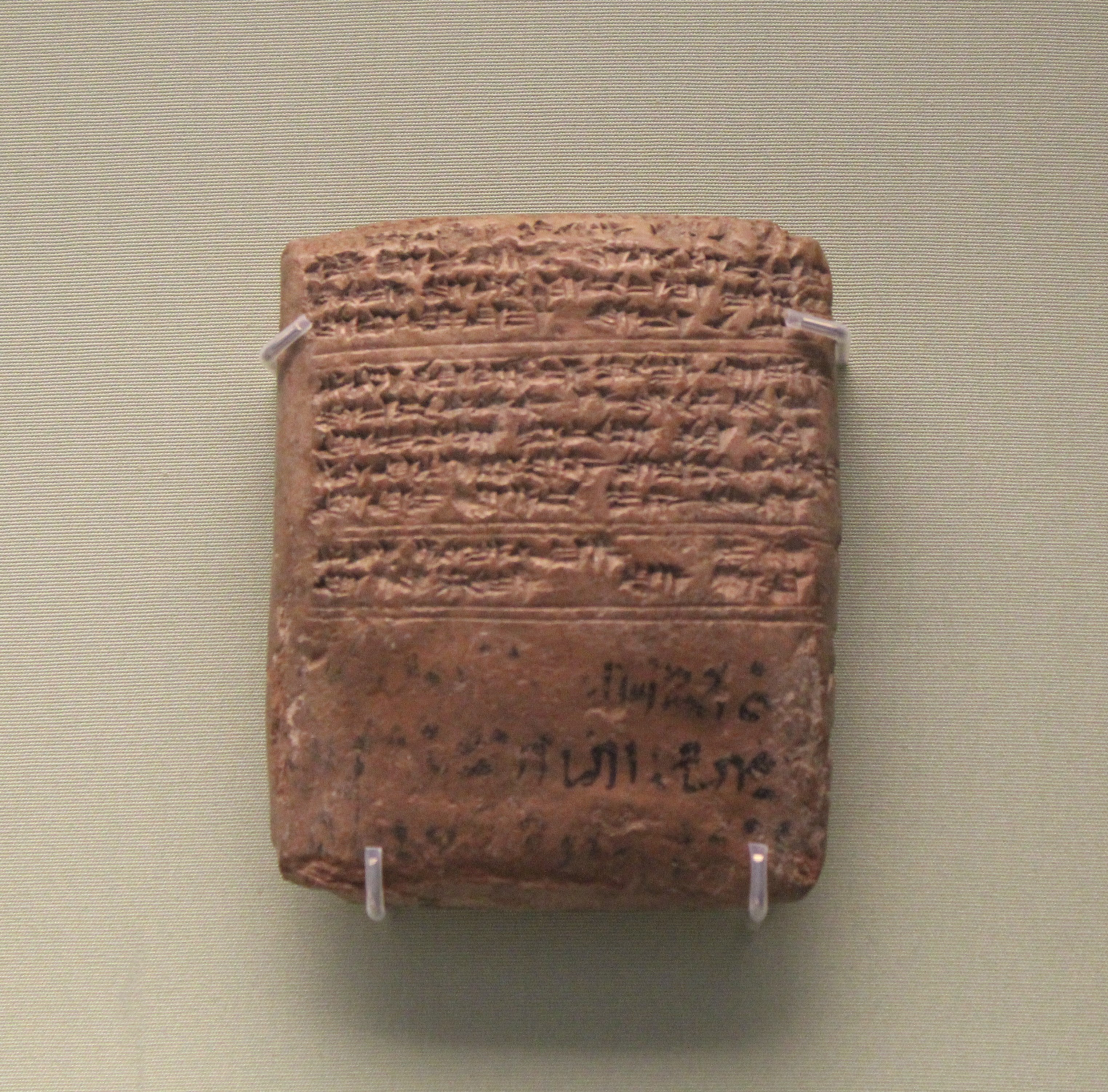
La lettre EA 23 de Tushratta à Amenhotep III, verso. Le passage écrit en hiératique sur la partie inférieure de la tablette mentionne le 4e mois de la 36e année de règne du Pharaon, permettant probablement de dater la tablette et le début du corpus d'Amarna. British Museum.

Les lettres retrouvées à El Amarna datent de la fin du règne d'Amenhotep III (1391-1353 ; appelé dans les lettres par son Nom de Nesout-bity, Neb-Maât-Rê, Nibmuarea/Nimmuria en cunéiforme), probablement après sa trentième année (v. 1360), et de celui d'Amenhotep IV/Akhenaton (v. 1353-1336 ; Néfer-khéperou-Rê, Napḫur[u]Rea). Il est possible que certaines missives datent des règnes suivants, ceux de Smenkhkarê (v. 1336-1335/3 ; Ankh-khépérou-Rê, Ḫuʾurea ?) et de Toutankhamon (v. 1335-1327 ; Néfer-khéperou-Rê, Nibḫurirea ?). C'est en tout cas la limite, la cour égyptienne quittant Akhetaton dans les premières années du règne du second. Au plus large, la période couverte par l'archive est donc d'une trentaine d'années, avec une durée minimale de 15 ou 20 ans,. 

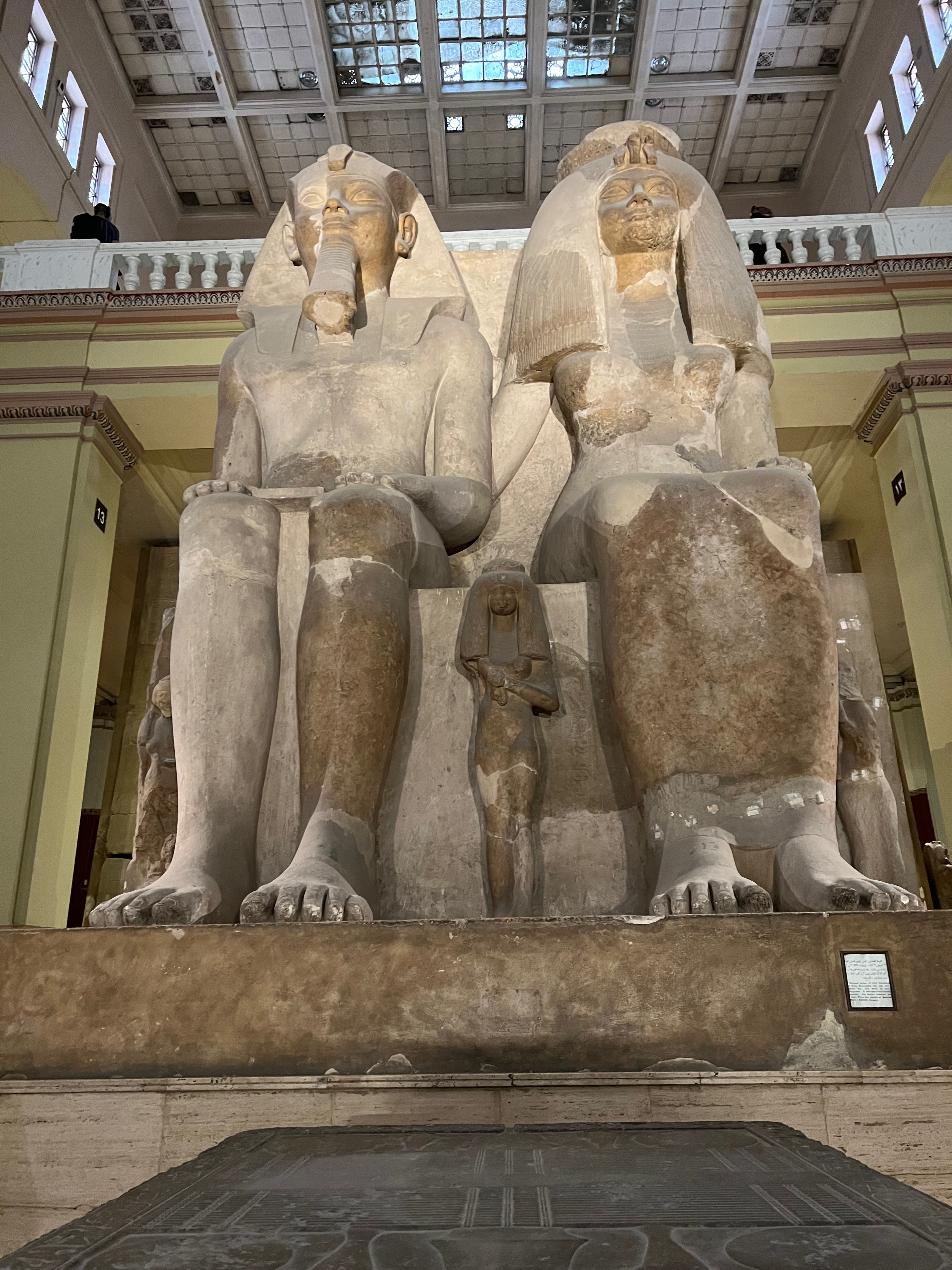
Statues colossales d'Amenhotep III et de la reine Tiyi. Musée du Caire.
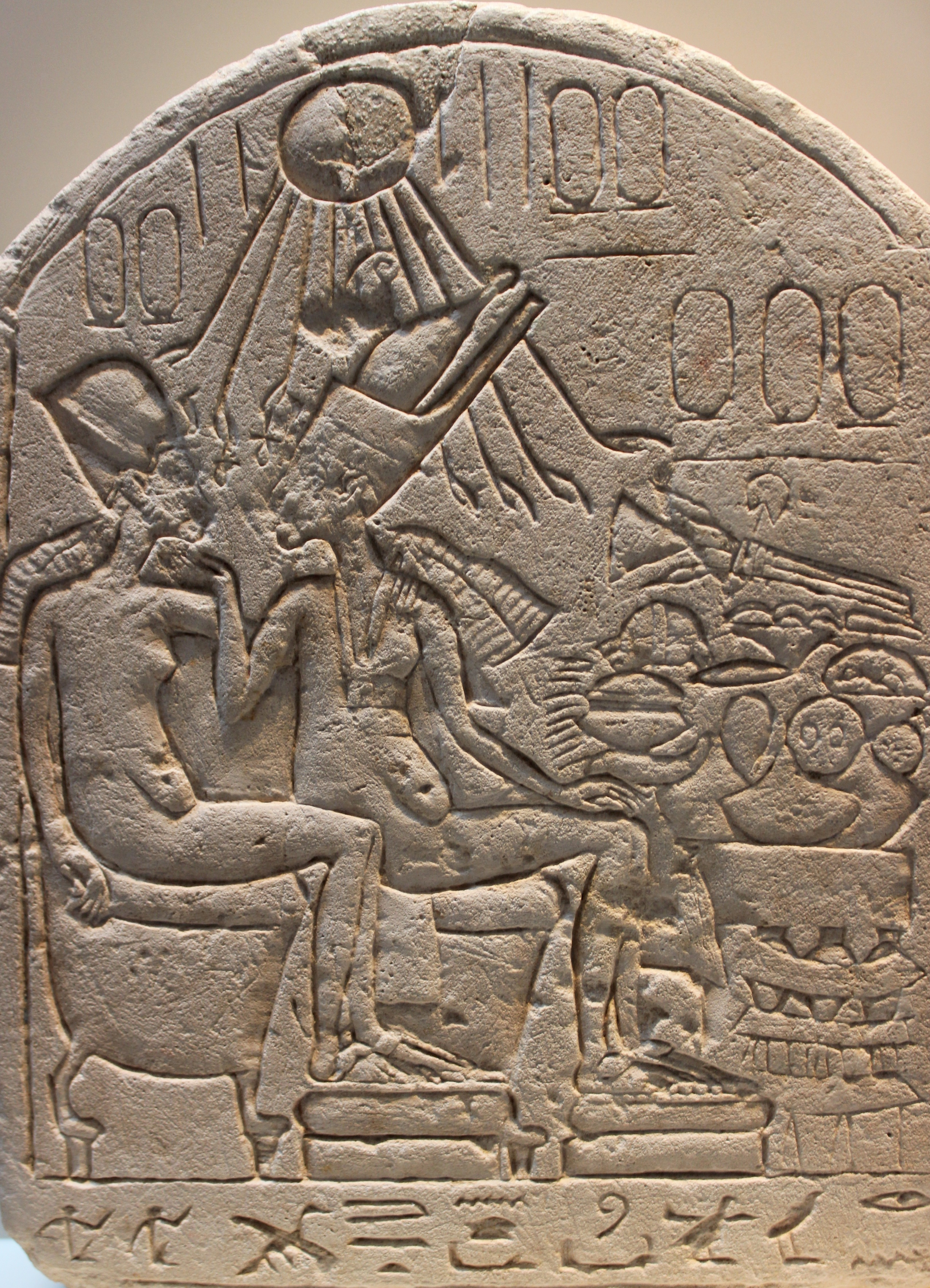
Stèle représentant Akhenaton et la reine Néfertiti. Neues Museum Berlin.

La chronologie de la période reste imprécise : il est difficile de synchroniser précisément les règnes des différents souverains ayant dirigé les royaumes de la période (chronologie relative), et également de donner des dates précises pour les débuts et fin de règne et les principaux événements de la période (chronologie absolue). De plus, l'ordre chronologique de rédaction des différentes tablettes d'Amarna, qui ne sont pas datées, fait l'objet de discussions et demeure incertain. L'histoire politique de la période couverte par les archives reste donc émaillée d'incertitudes,.

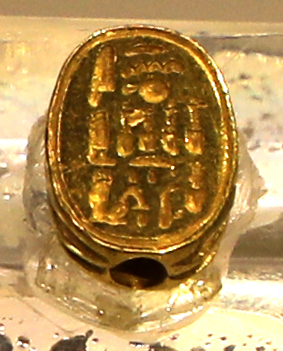
Scarabée en or au nom de la reine égyptienne Néfertiti, mis au jour dans l'épave d'Uluburun. Musée de Bodrum.

Pour désigner la période couverte par ces lettres, voire plus encore, les relations internationales (diplomatiques et commerciales) à l'âge du bronze récent (v. 1600-1200 av. J.-C.), les spécialistes du corpus et de la période ont pris l'habitude de parler d'« âge d'Amarna ». Cette époque est vue comme un âge d'intensification des échanges à longue distance (une « globalisation », toutes proportions gardées), ce dont la correspondance d'Amarna est un des témoignages les plus éloquents, avec les archives de la cité marchande d'Ugarit et de la capitale hittite Hattusa, ainsi que l'épave d'Uluburun, navire transportant une cargaison riche en minerai et objets de qualité, à destination de l'Égée et échoué quelques années après la fin des archives amarniennes,. Cette dénomination ne doit pas être confondue avec la période amarnienne de l'histoire égyptienne, qui correspond au seul règne d'Akhenaton ou à une partie de celui-ci, plus les règnes de ses éphémères successeurs. Cette période-ci est particulièrement associée avec la création de sa capitale, la promotion du culte d'Aton et un art amarnien au style spécifique, et a suscité un certain engouement au-delà du milieu égyptologique, notamment autour des figures du Pharaon « hérétique » et de son épouse Néfertiti.

### Géopolitique de la période
Le Moyen-Orient de l'âge du bronze récent (v. 1600-1200 av. J.-C.), qui correspond à une période d'équilibre des puissances, est dominé par un groupe de quatre ou cinq puissances régionales. Les historiens désignent ce groupe comme un « club des grandes puissances » (Great Powers' Club ; d'après H. Tadmor), qui est relativement stable sur la période. Il s'agit de : Babylone (sud de l'Irak), alors dominée par la dynastie kassite (v. 1595-1155) ; du Mittani (ou Hanigalbat), dans le nord de l'Irak et la Syrie occidentale, remplacé par l'Assyrie (royaume médio-assyrien) à la fin de l'époque des archives d'Amarna ; des Hittites (ou Hatti), dont le centre est en Anatolie centrale ; de l'Égypte du Nouvel Empire, qui pour la première fois à cette période devient une puissance asiatique, en dominant une grande partie des royaumes du Levant (en premier lieu sa moitié méridionale, le pays de Canaan) ; l'Élam (actuel sud-ouest iranien), absent du corpus d'Amarna (sans doute trop éloigné de l’Égypte), peut également être considéré comme une grande puissance malgré sa position périphérique,. Le royaume d'Alashiya, situé sur l'île de Chypre, a une position plus indéterminée : il semble admis dans le groupe des grands rois au moins à l'époque des tablettes d'Amarna, en raison de son importance commerciale et de ses ressources en cuivre cruciales pour ses voisins. La civilisation mycénienne, dont on ne sait pas si elle a eu une unité politique à cette période, a des relations commerciales avec les pays de Méditerranée orientale mais il n'y a pas de certitude sur l'existence de relations diplomatiques. Le royaume d'Ahhiyawa évoqué dans des textes hittites semble faire partie de cet ensemble. En tout cas ces deux entités ne peuvent être considérées comme ayant une puissance équivalente à celle des royaumes majeurs. La Syrie centrale et côtière n'est plus le centre d'un grand royaume (depuis la chute de celui d'Alep vers 1600), mais la prospérité de ses villes et petits royaumes (Alep, Karkemish, Emar, Alalakh, Ugarit, Qatna, Qadesh, etc.) en fait un enjeu pour les grandes puissances. On trouve aussi des royaumes d'importance secondaire en Anatolie, comme le Kizzuwatna au sud-est (annexé par les Hittites à la fin du XVe siècle av. J.-C.) et l'Arzawa dans la partie occidentale (qui ne parvient pas à intégrer le groupe des grands rois malgré des velléités en ce sens documentées par des lettres d'Amarna), ainsi que des groupes de populations moins structurés, connus pour leurs raids terrestres (Gasgas au nord) ou maritimes (Lukkas au sud-ouest).
| |  |  |
| La situation politique au Moyen-Orient au début de la période couverte par les Lettres d'Amarna, première moitié du XIVe siècle (à gauche) et au XIIIe siècle après l'expansion des Hittites et des Assyriens (à droite). |  |  |

Après avoir été en rivalité pour la domination de la Syrie durant le XVe siècle av. J.-C., l’Égypte et le Mittani ont établi des relations pacifiques. Au début du XIVe siècle av. J.-C., Thoutmosis IV épouse une fille du roi Artatama, première des alliances matrimoniales qui devait rapprocher les deux cours. Amenhotep III épouse Gilu-Heba, fille de Shuttarna II, puis Tadu-Heba, fille de Tushratta, les négociations de ce mariage étant évoquées dans plusieurs des lettres mises au jour à El Amarna. Cela explique la proximité entre les rois et les membres des deux cours, qui se connaissent désormais bien, comme l'indique notamment la longue lettre EA 29 où Tushratta fait à Akhenaton un historique des relations entre les deux royaumes,. Les deux voyages en Égypte de la statue de la déesse Shaushga de Ninive (censée comporter une parcelle de l'essence de la déesse), divinité majeure du Mittani, participent aussi de ces liens. L'attitude du roi mittanien Tushratta est intéressée à plusieurs niveaux : parvenu sur le trône après des troubles successoraux, avec un rival qui menace son trône, il entend conforter sa position en ayant des bons rapports avec l’Égypte. Il n'est pas assuré que les rois égyptiens aient accordé autant de valeur à leur allié. Le rapprochement entre les deux puissances est sans doute en partie entraîné par le fait qu'un troisième acteur majeur, les Hittites, lorgne également sur la Syrie, menaçant surtout les positions mittaniennes. Pourtant, au début de l'époque couverte par les archives amarniennes, ce royaume est en déclin et il semble que sa fin soit perçue comme proche par la cour égyptienne. Celle-ci a alors établi des contacts avec l'un des rivaux anatoliens des Hittites, l'Arzawa alors dirigé par Tarhundaradu, l'acceptant comme grand roi et préparant le mariage entre Amenhotep III et une princesse de cet allié potentiel (EA 31 et 32). Les relations entre l’Égypte et Babylone, qui ont pris leur essor sous Kurigalzu Ier (v. 1400-1375) et se poursuivent à l'époque des lettres sous Kadashman-Enlil (v. 1374-1360) et Burna-Buriash II (v. 1359-1333), concernent surtout des échanges de présents et des alliances matrimoniales. Amenhotep III épouse une fille des chacun des deux premiers, et Akhenaton une du troisième. Les rois babyloniens donnent d'ailleurs plusieurs de leurs filles à d'autres grands rois à la même période (Élam, Hatti, Assyrie). Elles ont moins d'aspects politiques à ce stade, évoquant seulement le problème de la sécurité de marchands et messagers babyloniens attaqués en territoire cananéen, mais cela est amené à évoluer. La correspondance des vassaux levantins de l’Égypte à cette période indiquent que dans l'ensemble l'allégeance de ceux-ci est acquise à Amenhotep III et à Akhenaton, sous la supervision directe de représentants du pouvoir pharaonique et de garnisons. Cela n'empêche pas les troubles locaux, souvent entraînés par quelques roitelets perturbateurs. 
Les affaires intérieures égyptiennes sont alors surtout marquées par le changement de capitale et la réforme religieuse d'Akhenaton, sujet qui n'apparaît pas dans la correspondance amarnienne. Durant sa douzième année de règne (1342), ce roi fait une grande célébration dans sa nouvelle capitale Akhetaton, le lieu même de la trouvaille de l'archive d'El Amarna. Y sont conviés des souverains étrangers qui lui présentent des cadeaux : ce moment se veut donc comme une démonstration de son pouvoir à l'intérieur mais aussi à l'extérieur des limites de son royaume,.

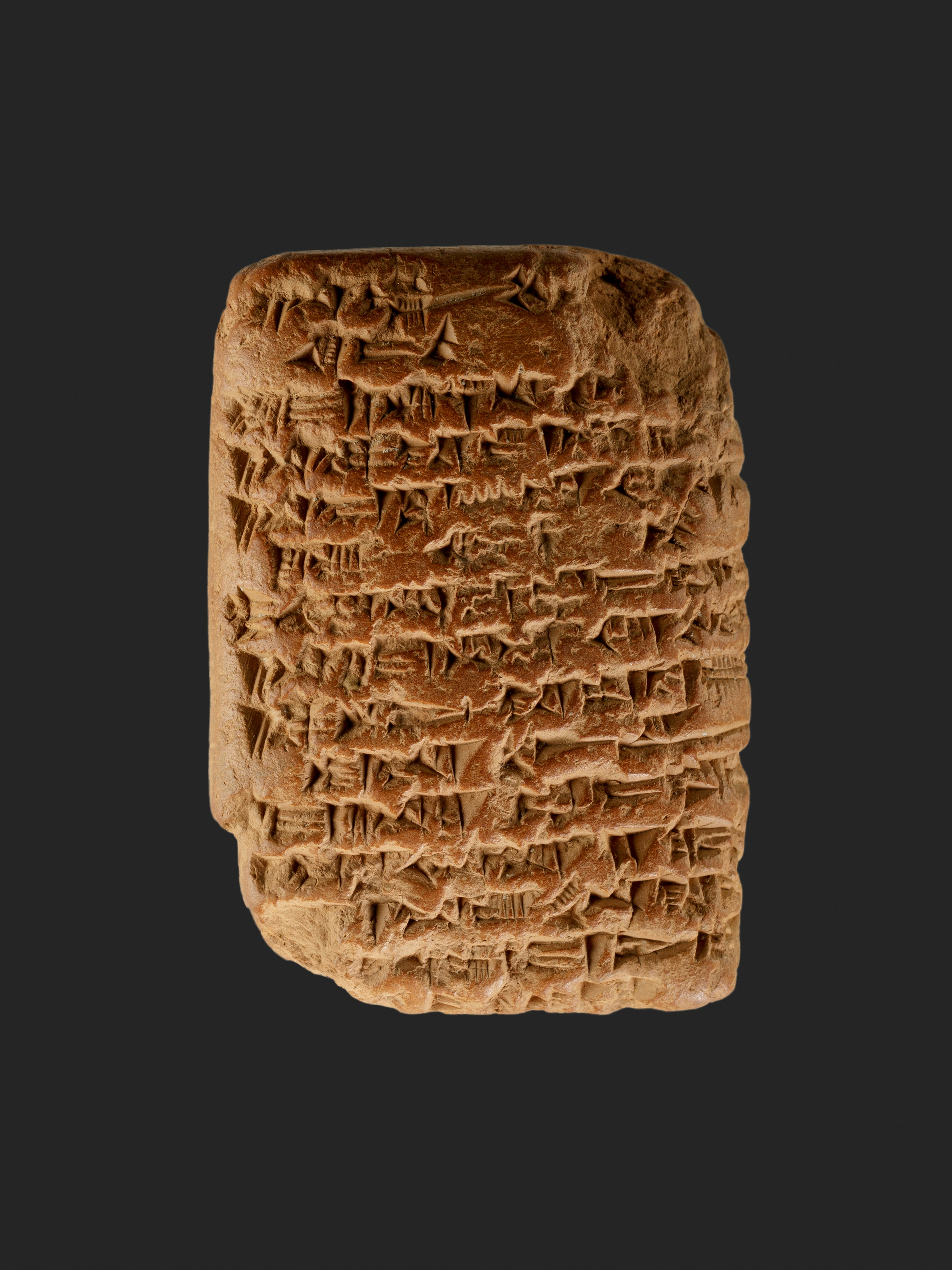
Lettre EA 15, adressée par Assur-uballit Ier au roi d'Égypte (probablement Akhenaton). Metropolitan Museum of Art.
Traduction : Dis au roi d’Égypte : ainsi parle Assur-uballiṭ, roi d’Assyrie. Pour toi, pour ta maison, pour ton pays, pour tes chars et tes troupes, que tout aille bien. J’envoie mon messager afin qu’il te voie et qu’il voie ton pays. Jusqu’à présent, mes prédécesseurs n’ont pas écrit ; aujourd’hui je t’écris. Je t’envoie un beau char, deux chevaux, et une datte en lapis-lazuli authentique, comme cadeau en ton hommage. Ne retarde pas le messager que je t’ai envoyé pour une visite. Qu’il visite et puis qu’il s’en retourne chez moi. Qu’il voie comment tu es et comment est ton pays, et puis qu’il s’en retourne chez moi.

L'ordre géopolitique bascule dans la dernière partie du règne d'Akhenaton. La cause principale est le retour au premier plan des Hittites, dirigés par l'une des figures majeures de la période, Suppiluliuma, dont les actions entraînent une série des changements majeures. Il écarte l'Arzawa, dont la tentative de s'imposer dans le club des grands rois tourne court, puis inflige une défaite cinglante au Mittani et mène une première invasion de la Syrie. Il est dès lors en mesure de s'y implanter, en cherchant à faire changer de camp plusieurs vassaux du Mittani voire de l’Égypte. Les Hittites se présentent dans leurs textes officiels comme la partie agressée par le Mittani et ses vassaux syriens, mais les lettres amarniennes venant de Syrie permettent de voir sous un autre jour leur attitude très entreprenante, et menaçante pour les roitelets syriens qui refusent leur domination, certains cherchant alors la protection égyptienne. Dans EA 51, Addu-nerari du Nuhasse, ancien vassal du Mittani qui choisit de se placer sous la protection égyptienne, dit avoir repoussé une proposition d'alliance des Hittites. D'autres encore entendent tirer leur épingle du jeu en profitant du désordre. De gré ou de force, parfois en passant par des troubles internes et des destructions (notamment à Qatna, où la situation est également documentée par une archive locale), nombre d'entre eux finissent par prêter allégeance à Suppiluliuma. Le vassal syrien de l’Égypte le plus perturbateur de la période, Aziru d'Amurru, après avoir professé sa loyauté dans plusieurs missives adressées à la cour égyptienne et lors d'un voyage dans ce pays, finit par trahir et changer de camp. Les lettres de Tushratta n'évoquent quant à elles pas la menace hittite. Il en est pourtant la principale victime. Sa première défaite a lieu pendant la fin de l'archive, la déflagration entraînée par celle-ci ravive les tensions à la cour et il est assassiné avant la fin du règne d'Akhenaton. Cela plonge encore plus la cour mittanienne dans le chaos : elle a cessé d'être un acteur majeur. La situation profite à un autre royaume du nord mésopotamien, situé plus à l'est et jusqu'alors dans l'ombre du Mittani, l'Assyrie. Son roi Assur-uballit Ier (v. 1353-1318) reprend sous sa coupe la partie occidentale du Mittani et menace son cœur. La correspondance d'El Amarna montre son offensive diplomatique. La lettre EA 15 est sa prise de contact avec Akhenaton, à qui il envoie un messager et des présents, en espérant établir des relations et se faire accepter comme grand roi. La lettre EA 9 comprend les protestations de Burna-Buriash, qui a eu vent de cette prise de contact : il estime que l'Assyrie est son propre vassal, et en conséquence enjoint au roi égyptien de ne pas accepter le roi assyrien comme son pair et de l'éconduire. Il devait néanmoins finir par l'accepter dans le club des grandes puissances, en épousant sa fille.
Les années suivant la fin de l'archive d'El Amarna voient les Assyriens prendre la majeure partie de l'ancien territoire sous autorité mittanienne et les Hittites consolider leurs positions en Syrie. Les tensions avec l’Égypte se font de plus en plus fortes, jusqu'à déboucher sur un conflit ouvert. Si on suit la version hittite des faits, celui-ci débute par des tractations diplomatiques surprenantes. Une reine hittite devenue veuve, sans doute Ânkhésenamon l'épouse de Toutankhamon, demande que Suppiluliuma lui donne en mariage un de ses fils pour qu'il règne à ses côtés sur l’Égypte. Le roi hittite, d'abord interloqué par cette demande qui relève du jamais-vu dans les relations diplomatiques, finit par accepter devant la perspective de renforcer son autorité sur la scène internationale de manière inespérée. Mais le fils qu'il a choisi pour régner sur l'Égypte, Zannanza, est assassiné alors qu'il fait route pour l’Égypte, ce qui déclenche le conflit. Quelle que soit la véracité des faits, la guerre égypto-hittite devait se prolonger sur plusieurs décennies, voir les Hittites dominer une grande partie de la Syrie occidentale (dont Ougarit, l'Amurru, Qadesh), pour culminer sous le règne de Ramsès II dans la fameuse bataille de Qadesh (v. 1274), puis s'achevant par une alliance (v. 1258) et d'autres mariages diplomatiques. De cette époque date l'autre corpus majeur de textes diplomatiques sur les relations entre grands rois du Bronze récent, mis au jour à Hattusa la capitale hittite, qui concerne notamment les relations égypto-hittites.

### La société internationale et ses règles
La correspondance internationale mise au jour à El Amarna est une des principales sources sur les activités diplomatiques durant l'âge du bronze, dont elle documente plusieurs facettes. Les usages diplomatiques de la période relèvent de la coutume, et en l'absence de texte théorique ils sont reconstitués par les historiens à partir d'une somme d'exemples illustratifs. Ils n'ont pas été élaborés à l'époque des archives d'Amarna, qui ne constitue donc pas à proprement parler le premier système diplomatique connu. Les principes généraux régissant les relations internationales sont en effet attestés dès les époques antérieures, en particulier celle de l'âge du bronze moyen (v. 2000-1600 av. J.-C. ; on parle aussi de période paléo-babylonienne ou amorrite), principalement à partir des archives de Mari (Syrie) (v. 1810-1760),. Ils concernaient néanmoins un espace un peu plus restreint, surtout organisé autour de la Mésopotamie, de la Syrie et de l'Élam (mais couvrant aussi une partie de l'Anatolie et le nord de Canaan). L'âge d'Amarna voit donc un élargissement de l'horizon géopolitique, marqué en particulier par l'intégration de l’Égypte,. 

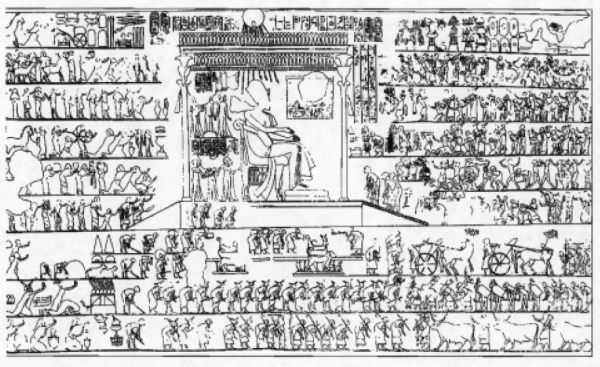
Les chefs des pays étrangers rendent hommage à Akhenaton et à sa famille, lors des célébrations de sa douzième année de règne. Tombe 2 d'Amarna.
Extrait de l'inscription : les chefs de tous les pays étrangers présentent des produits au roi et lui demandent la paix, afin qu'ils puissent respirer le souffle de vie.

L'arrivée de cette dernière est en effet par bien des aspects le plus grand changement culturel, puisque cette région ne fait pas partie de la culture « cunéiforme » et a une idéologie politique différente de celle des autres, ce qui génère de nombreuses incompréhensions. L’Égypte a l'habitude de se penser en isolation par rapport au reste du monde (ce qui peut s'expliquer par sa situation géographique), plus que les royaumes asiatiques qui évoluent au contact direct les uns des autres. Elle considère son roi comme un personnage d'essence divine (à la différence des royaumes asiatiques), comme une force centralisatrice et protectrice, capable de défendre seul son royaume contre le chaos venu de l'extérieur. Il est forcément supérieur aux autres chefs d’État, et dès lors qu'ils rentrent en contact avec lui, ils ne peuvent que lui manifester leur soumission. Suivant cette logique, tout message qu'ils lui apportent est un hommage et tout ce qui lui est offert est un tribut. En échange, il leur confère le « souffle de vie » ou simplement la « vie » (ânkh), qui renvoie au fait qu'il leur permet de vivre sur terre mais aussi dans l'au-delà.
Le système international repose sur des relations hiérarchiques inégalitaires, distinguant un nombre restreint de grands rois dominant une myriade de rois de rang secondaire. Les rapports politiques sont envisagés sous un angle patrimonial, patriarcal et personnel. Chaque roi est vu comme le chef de famille de son royaume, qui est en quelque sorte son patrimoine personnel (ce qui se retrouve dans les salutations introductives des lettres d'Amarna évoquant la famille, les serviteurs et les possessions du roi). Dans les mentalités proche-orientales, les relations entre grands rois sont envisagées comme s'ils formaient une sorte de voisinage, un village global, ou plus précisément une grande famille internationale. Ils déterminent entre eux des liens de parenté fictive : des rois de rang égal se considèrent comme des « frères » (aḫu), des rois de rang inégal se considèrent comme un « père » (abu) et son « fils » (maru). Les alliances matrimoniales permettent de concrétiser cette métaphore familiale en créant des liens de sang,.
Au sommet trône le groupe des grandes puissances, ceux qui se désignent par l'expression « grand roi » (šarru rabû), qui idéalisent leurs rapports sous l'angle de la fraternité (aḫḫūtu), de l'amitié/amour (raʾamūtu) et de la bonté (ṭābūtū). Si ce groupe a pu être défini par les historiens comme un « club », c'est parce qu'il repose sur une reconnaissance mutuelle entre ses membres, permettant l'intégration de nouveaux venus à condition de respecter des critères et des règles bien établis. Comme cela se voit dans les lettres des rois d'Assyrie (et celle du roi babylonien y réagissant) et d'Arzawa, on ne devient « frère » d'un grand roi qu'après avoir essayé d'établir des relations diplomatiques avec lui sur une base paritaire et qu'il l'ait accepté. Inversement, un royaume qui décline et se fait soumettre ne peut plus prétendre à ce statut (ce qui brise les prétentions de l'Arzawa, et arrive par la suite au Mittani). Plus généralement, en plus d'être puissant et de ne reconnaître aucun supérieur, un grand roi se reconnaît au fait qu'il agit conformément à ce rang, en échangeant des messages et des biens avec les plus grands rois, et en contractant des alliances matrimoniales au sein de ce groupe (et parfois en leur envoyant des spécialistes, notamment des médecins réputés). C'est un milieu où les apparences comptent beaucoup, marqué par un ritualisme et des communications non verbales. Pour se conformer à l'étiquette, un grand roi se doit de ne pas être égoïste et au contraire d'être généreux envers ses frères, en leur offrant des présents somptueux et de belles princesses richement dotées. En retour, il s'attend à être honoré de la même manière, et n'hésite pas à le réclamer si besoin,,. En effet, ces trois types d'échanges (de messages, de présents et de femmes) doivent se faire suivant le principe de réciprocité (un don appelle en retour un contre-don de valeur similaire), qui est une règle cardinale dans les échanges entre cours de premier rang et cruciale dans un système polycentrique (les rois observent ce que leurs pairs s'offrent entre eux). Si ce principe n'était pas respecté, cela impliquerait une forme d'inégalité inacceptable, car elle placerait un roi au-dessus d'un autre. Dans la vision idyllique, chaque grand royaume est certes auto-suffisant (la redistribution interne des biens est un autre principe majeur) et ne manque de rien. On ne prétend pas non plus vouloir obtenir quelque chose pour s'enrichir ou par égoïsme. Mais en pratique il y a une forme d'interdépendance entre grands rois, qui recherchent les bienfaits matériels de ce qu'ils obtiennent mais aussi des bienfaits symboliques, du prestige qui conforte leur position domestique. Cela instaure une forme de compétition entre eux, et rend certaines négociations âpres.
Les rapports inégaux entre les grands rois et les rois de rang inférieur, parfois désignés par contraste comme des « petits rois » (šarru ṣiḫru), reposent sur des principes différents, de nature verticale, tout convergeant vers le grand roi. Ils sont souvent expliqués par les historiens modernes en recourant à la terminologie féodo-vassalique en raison de similitudes : un grand roi est le suzerain de plusieurs petits rois qui sont ses vassaux (ou clients). L'idéologie de l'époque préfère l'envisager sous l'angle de la relation familiale père/fils comme vu plus haut, mais aussi sous celui de servitude : un grand roi est un « maître » (bēlu ; le terme se traduit aussi par « seigneur »), un vassal est un « serviteur » (ardu ; au sens, large ce terme désigne une personne « inférieure » à une autre, dont les esclaves), voire un « chien » (kalbu) dans certaines lettres de la correspondance d'Amarna. Un vassal doit fidélité (kittu) à son suzerain, et autant que possible ne pas avoir de rapport avec un autre grand roi. Il doit verser un tribut à son maître, obéir à ses ordres, venir lui rendre hommage dans son pays, lui donner tout ce qu'il demande et lui porter assistance quand c'est requis, défendre son pays pour son compte, voire accepter la présence d'une garnison sur son sol. En échange il est attendu que le grand roi apporte sa protection (naṣaru) au petit roi, autre notion importante, face aux menaces extérieures et intérieures (notamment sa légitimité contre d'autres prétendants au trône),,.
La fait que le droit international soit essentiellement non écrit se retrouve dans la conclusion des alliances, qui ne passe pas forcément par la rédaction de textes écrits. Ce sujet est du reste peu évoqué dans les lettres d'Amarna. Les traités écrits sont en fait essentiellement attestés pour cette période dans la sphère hittite, ce royaume accordant manifestement une grande importance aux accords écrits, qui sont rédigés avec un formalisme qui leur est particulier. Dans la sphère égyptienne, la prestation d'un serment semble suffire. En effet, la caution divine reste essentielle parce qu'elle implique que celui qui enfreindrait l'accord serait maudit. Les accords engagent les rois en tant que patriarches de leurs royaumes, pas forcément leurs successeurs. On peut distinguer les traités de vassalité, inégalitaires, prévoyant les conditions de la soumission d'un petit roi à un grand roi (tribut, loyauté, présence de troupes, etc.) et les traités paritaires, entre rois de rang identique, dont les clauses sont égalitaires et réciproques,,.
Il y a donc en fin de compte des incompatibilités entre l'idéologie des relations internationales et celle de la monarchie pharaonique. Celle-ci n'a jamais vraiment accepté qu'il y ait des rois de rang égal au sien, en maintenant une suprématie de façade dans les textes et images mettant en scène ses rois, ainsi que dans le jeu diplomatique en refusant à plusieurs reprises de se plier aux exigences de la réciprocité envers les autres grands rois. Ils ont tendance à considérer leurs « frères » comme des subordonnés. D'un autre côté, le fait que le Pharaon doive se mettre au niveau d'autres rois suppose tout de même des concessions aux traditions nationales, qui le forcent à présenter un visage différent à l'extérieur de son royaume de celui qu'il montre à l'intérieur. Ainsi que le résume B. Kemp : « Dans ce monde artificiel de communication à longue distance, un roi pouvait rougir ou enrager en imaginant ce qui avait été dit à son sujet dans une cour lointaine qu'il ne verrait jamais et qu'il ne pourrait pas punir, pensées suscitées par les mots d'une lettre d'argile et les récits de l'envoyé qui l'avait apportée. Les scènes de bataille égyptiennes sur les murs des temples réduisaient les conflits internationaux à un niveau de simplicité absolue. Soutenu par les dieux, le Pharaon frappait en toute impunité ses ennemis faibles et impuissants. Les lettres, en revanche, entraînaient le même Pharaon dans un monde de vanité internationale dans lequel le prix à payer pour être accepté en tant que joueur vedette était l'exposition à la concurrence. Ici, il n'était plus un dieu. »

## La correspondance des grands rois

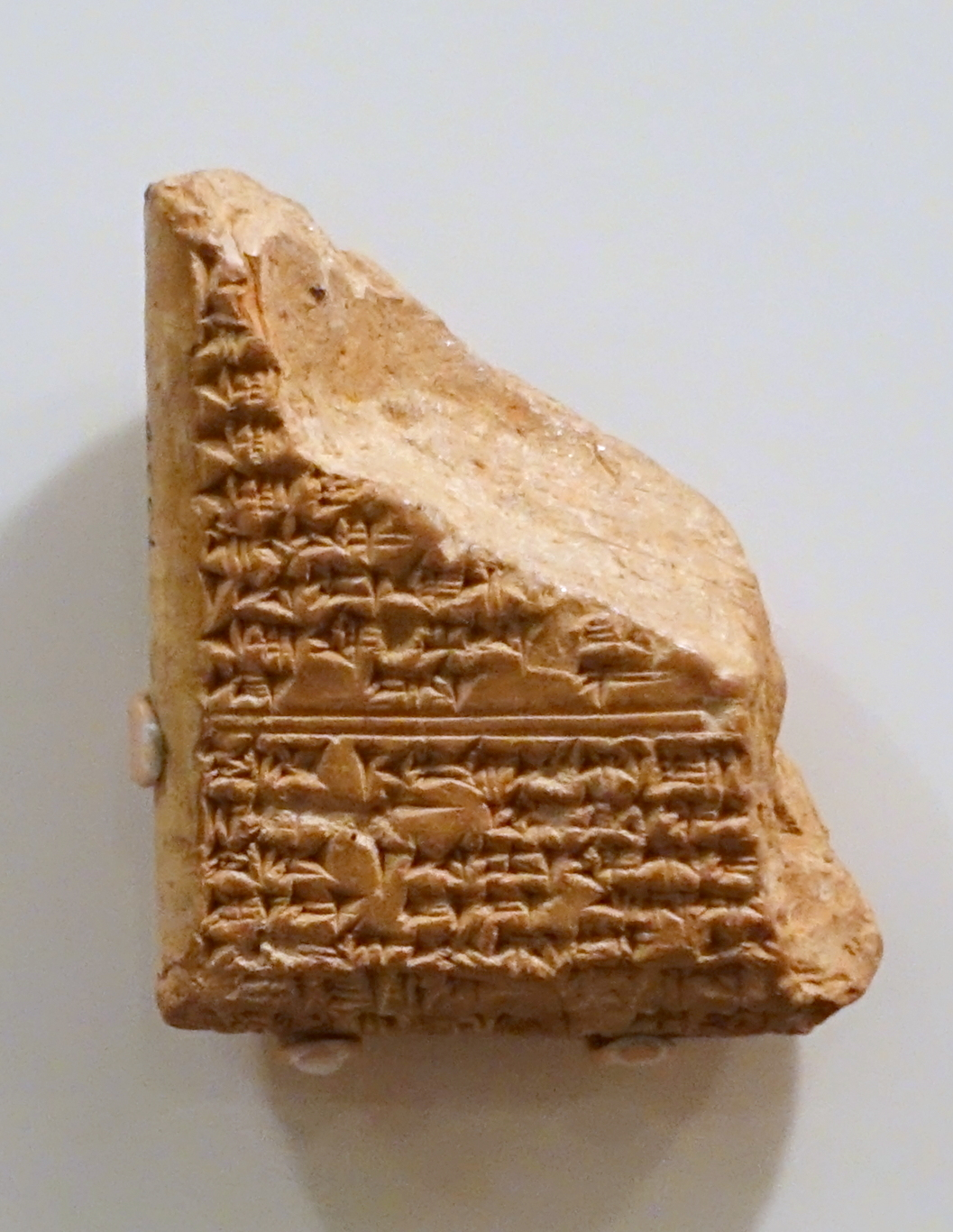
Fragment de la lettre EA 26, adressée par le roi mittanien Tushratta à la reine-mère égyptienne Tiyi. Musée de l'Institut oriental de Chicago (un autre fragment est au British Museum).

Un premier ensemble des tablettes de la correspondance d'el Amarna concerne les lettres échangées par les rois d'Égypte avec les autres grands rois de l'époque et quelques fois d'autres membres des cours : 
- Babylone, quatorze lettres (EA 1 à 14), échangées avec les rois Kadashman-Enlil et Burna-Buriash II ;
- Assyrie, deux lettres adressées par Assur-uballit (EA 15 et 16) ;
- Mittani, quinze lettres (EA 17 à 30), échangées avec Tushratta (EA 26 adressée à la reine Tiyi) ;
- Arzawa, deux lettres du roi Tarhundaradu (EA 31 et 32) ;
- Alashiya, huit lettres par un roi non nommé dans la correspondance (EA 33 à 40).
- Hittites (ou Hatti), quatre lettres (une illisible mais probablement hittite), par le roi Suppiluliuma et le prince Zita (EA 41 à 44) ;

Les grands rois sont les rois les plus puissants du Moyen-Orient et trônent au sommet du système diplomatique, un « club » fermé limité à ceux qui ne reconnaissent aucun supérieur. Entre eux existe donc relation horizontale : ils traitent ceux qu'ils considèrent comme leurs pairs comme leur égal, en les désignant comme leurs « frères ». Ils entretiennent des échanges reposant sur la réciprocité : ils entendent recevoir le même traitement que celui qu'ils donnent, sans condescendance, sans que l'un ne cherche à montrer sa suprématie sur l'autre. Mais ces principes ne sont pas toujours respectés.

### Formalisme et sujets des lettres
Les relations entre grands rois reposent fondamentalement sur des échanges de messages, qui sont transmis oralement par le messager le représentant à la cour étrangère, qui remet également à cette occasion une tablette écrite qui va permettre d'assurer de la véracité de ses propos. L'oral reste donc important, même si l'écrit a valeur de garantie, ce qui explique son archivage. Cela donne donc un rôle important aux messagers (voir plus bas), aux traducteurs, mais aussi aux scribes maîtrisant le cunéiforme et le babylonien (voire une autre langue étrangère), qui sont chargés de lire la tablette et de rapporter leur contenu au roi, et également aux archivistes qui conservent la correspondance. Cette documentation atteste un flot régulier de messages, certes à des intervalles espacés dans le temps, qui permettent de préserver la communication entre des cours très éloignées. Si on suit les propos du roi babylonien, même si deux grands rois n'ont rien à se dire et rien à se demander, ils doivent quand même continuer à s'écrire, pour que leur amitié perdure : « nous avons hérité des bonnes relations de longue durée des rois (précédents), et nous devrions nous envoyer des salutations. Ces relations entre nous doivent durer. »
Ces lettres sont écrites en écriture cunéiforme, en langue akkadienne. C'est la langue diplomatique des rois proche-orientaux depuis l'époque amorrite. Sa variante babylonienne est employée dans les lettres du roi de Babylone et sert de référence pour les scribes actifs ailleurs, notamment en Égypte (avec quelques influences ouest-sémitiques et égyptiennes) et à Chypre (avec des influences ouest-sémitiques et hourrites). Sa variante assyrienne est employée dans une lettre venant d'Assur. Celles du Mittani emploient la variété dite « hourro-akkadienne », parce qu'elle est marquée par la langue principale de ce royaume, le hourrite. Une lettre du Mittani est d'ailleurs en hourrite, tandis que deux lettres d'Arzawa en hittite,. 
Les lettres ont un format relativement standardisé. Elles sont de format vertical (« portrait ») comme la plupart des tablettes cunéiformes, et découpées en plusieurs sections matérialisées par des lignes horizontales. On ne sait pas comment elles sont authentifiées et confidentialisées. Elles n'ont pas d'empreintes de sceau (sauf une), peut-être qu'elles étaient contenues dans une enveloppe qui a disparu, comme cela est attesté dans d'autres lots d'archives cunéiformes. Le fait qu'elles soient apportées par un messager officiel devait suffire. Les analyses pétrographiques ont indiqué que les lettres de Babylone, du Mittani et du Hatti avaient été cuites au four, ce qui pourrait être une manière de garantir l'authenticité de leur contenu (mais pas leur confidentialité), puisqu'une tablette d'argile après cuisson n'est plus modifiable. 
Elles débutent par une adresse et des formules de salutation qui offrent un condensé des principes régissant la diplomatie de l'époque, sur l'égalité et la proximité entre « frères » : le grand roi qui écrit s'adresse à son homologue en tant que frère, lui disant qu'il se porte bien et lui demandant comment se porte son royaume et sa maisonnée, en commençant par sa famille et ses proches. Ces formules admettent quelques variantes, celles de Tushratta étant plus familières car il met en avant son statut de beau-frère et (futur) beau-père du roi égyptien,.

« Dis à Naphu'rureya (Akhenaton), roi d’Égypte, mon frère : Ainsi parle Burna-Buriash, roi de Karduniash (Babylonie), ton frère. Pour moi, tout va bien. Pour toi, ton pays, ta maison, tes femmes, tes fils, tes Grands (dignitaires), tes chevaux, tes chars, que tout aille bien. »

— Adresse et salutations de la lettre EA 8.

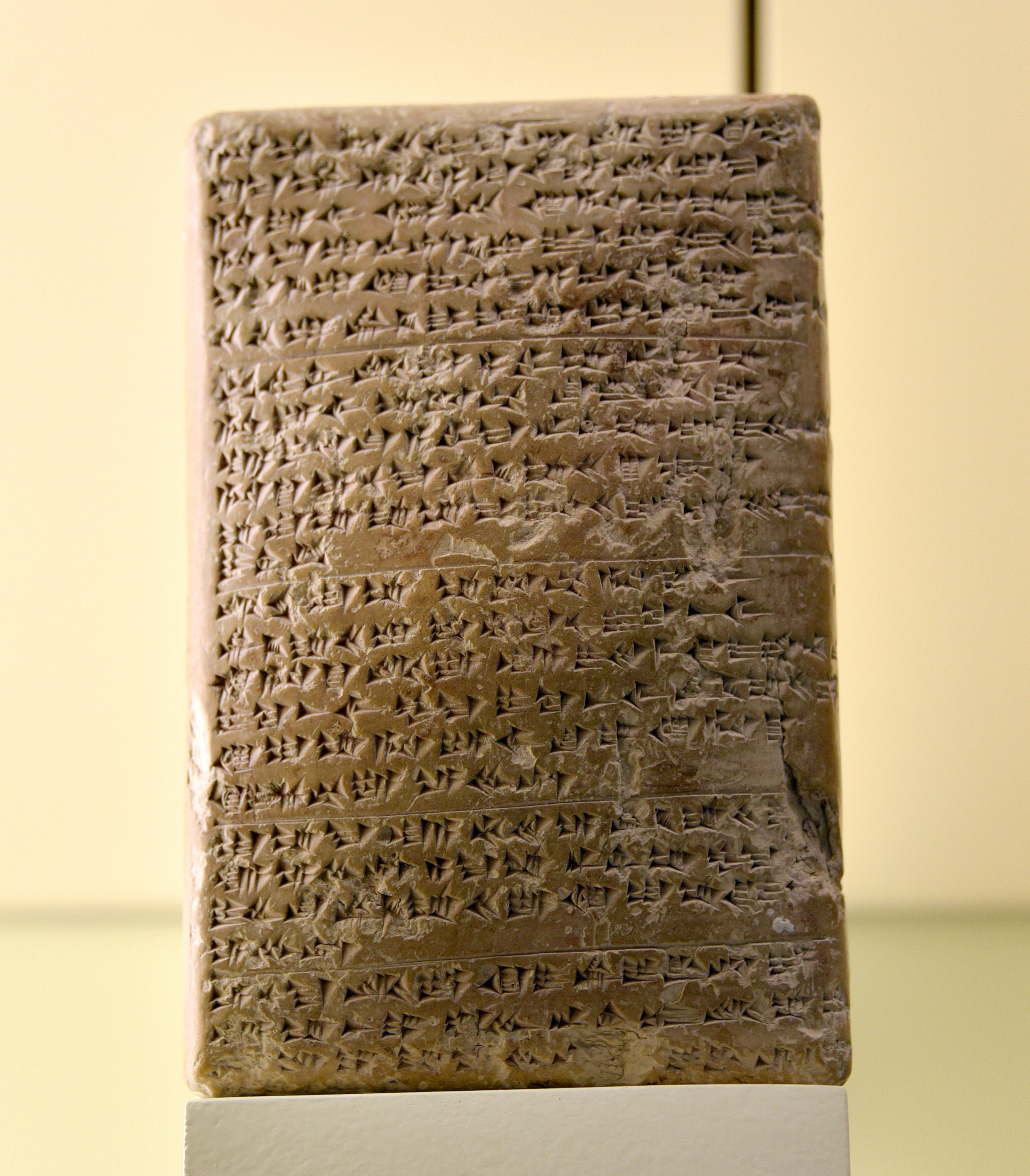
Lettre EA 38 : le roi d'Alashiya évoque la supposée participation de certains de ses sujets à des actes de piraterie. Pergamon Museum.

La suite est plus libre et s'adapte aux sujets abordés, même si elle contrainte par des usages rhétoriques. Les messages étant accompagnés de présents, il est néanmoins d'usage d'en faire un inventaire à la fin de la lettre. Les principaux sujets abordés par les lettres concernent les pratiques diplomatiques usuelles, en premier lieu les échanges de présents et les différentes tracasseries qui les accompagnent : demande de cadeaux (l'or égyptien avant tout), plainte de ne pas avoir assez reçu, etc. (voir plus bas). L'autre sujets dominant dans la correspondance babylonienne, mittanienne et arzawienne est celui des négociations d'alliances matrimoniales (choix de l'épouse, négociation de la dot, de la venue de la future mariée). Viennent ensuite d'autres types de sujets ayant plus trait aux rapports politiques entre royaumes, qui donnent à l'occasion un aperçu de la vie politique et militaire de l'époque, mais somme toute cela reste limité : il n'y a rien ou presque sur le conflit mittano-hittite, ou la situation intérieure de l’Égypte. Il s'agit surtout de problèmes juridictionnels concernant des ressortissants d'un royaume, surtout des marchands, dans des pays soumis à l'autorité du roi égyptien,. La correspondance babylonienne évoque ainsi le cas d'attaques de marchands babyloniens par des roitelets de Canaan vassaux de l’Égypte, pour lesquels le roi babylonien demande que justice soit faite (EA 8). La correspondance d'Alashiya évoque des affaires marchandes, les deux pays ayant des liens commerciaux manifestement forts : son roi cherchant notamment à obtenir des exemptions de taxes pour ses marchands qui font des affaires en Égypte (EA 39 et 40) ; il réclame également la restitution des biens d'un de ses sujets mort en Égypte (EA 35). EA 38 formule ses protestations face aux allégations du roi égyptien, qui accuse des gens d'Alashiya de participer à des raids de pirates Lukkas contre l’Égypte. La correspondance du Mittani évoque aussi le fait que la déesse Shaushka (variante hourrite de la déesse Ishtar) de Ninive se déplace en Égypte, sous la forme de sa statue de culte. La raison exacte de l'envoi cette « ambassadrice divine » est discutée faute d'explication dans les tablettes : elle pourrait patronner les unions matrimoniales entre les deux pays ; il est souvent avancé qu'elle ait une fonction guérisseuse, sans élément probant.

### «Prestige et intérêt»
La seule évocation des sujets des lettres ne permet pas de saisir le sens de toutes les discussions, négociations, chamailleries, voire des tensions qui y apparaissent. Le jeu diplomatique de l'époque d'Amarna est marqué par des règles complexes, souvent implicites, mais pas toujours. Selon ce qui a été mis en avant par M. Liverani, les communications entre grandes cours sont en particulier marquées par deux préoccupations sous-jacentes : « prestige et intérêt »,, à savoir des considérations pratiques/matérielles, et d'autres relevant du symbolique/cérémoniel. « D’une part, une intention pratique est évidente, l’acquisition de biens (surtout du côté asiatique) ou de femmes (surtout du côté égyptien) ; et à cette intention pratique sont liés les rappels (particulièrement évidents dans les lettres d'Alashiya et d'Assyrie) d'une relation fonctionnelle, à un rythme rapide, pour des conclusions positives des négociations, qui autrement (pour reprendre les mots d'Assur-uballit) « ne couvrent même pas les frais de voyage aller et retour des messagers » [EA 16]. D'autre part, une intention cérémonielle ou de prestige est encore plus évidente, ce qui donne aux relations entre rois une fin en soi ; et à cette intention cérémonielle sont liés les retards exaspérés, les demandes réitérées « sept fois » avant d'être exaucées, les messagers retenus pendant des années, les promesses matrimoniales héritées de père en fils, les coups étudiés comme dans une partie d'échecs, les impasses soudaines et les tout aussi soudains accès de nervosité. »
On retrouve là les considérations liées à ce qui fait qu'un roi est un grand roi : parce qu'il est reconnu comme tel par les autres grands rois, qui le traitent comme leur égal (avec réciprocité), et également parce qu'il est en mesure de tenir son rang en manifestant sa générosité. Assur-uballit cherche ainsi à heurter la fierté du roi égyptien en lui faisant remarquer la modestie des présents qu'il lui a offerts, indignes de son statut : « un envoi pareil est-il celui d'un grand roi ? » (EA 16). Il s'agit dans tous les cas pour un grand roi de retirer un profit de la relation avec un autre grand roi, en évitant tout à la fois d'apparaître trop suffisant et trop docile, ce qui entraîne de longues discussions typiques de la correspondance des grands rois sur le risque de voir l'orgueil de l'un blessé par l'autre. L'affirmation du prestige s'entremêle avec des intérêts plus terre-à-terre. Il y a une interaction constante entre prestige et intérêt, puisqu'une position symbolique élevée permet de renforcer son succès dans les rapports internationaux, et vice-versa. Un grand roi redoute donc les qu'en-dira-t-on sur le fait qu'il n'ait pas été traité par un autre avec les égards dû à son rang. EA 1 mentionne ainsi une plainte du roi babylonien, qui se sent humilié parce que ses chars ont été passés en revue par le roi égyptien avec ceux de ses vassaux, des petits rois. Ce genre d'actes pourrait aller jusqu'à le fragiliser politiquement vis-à-vis de ses propres sujets, car les relations diplomatiques se passent au vu et au su des plus hauts dignitaires. En obtenant de l'or, des pierres précieuses, et divers objets luxueux, un grand roi peut du point de vue matériel de financer des projets importants, mais aussi du point de vue symbolique de manifester son rang supérieur auprès de ses sujets et des étrangers en possédant dans son palais des présents exotiques d'un autre grand roi,.
La correspondance d'Amarna étant destinée au roi égyptien, elle met surtout en évidence son rôle et son attitude. Celle-ci semble marquée par diverses incompréhensions plus ou moins voulues. Pas complètement accoutumés aux usages diplomatiques proche-orientaux et réticents à en suivre certains, les Égyptiens ont en particulier du mal à se plier aux idéaux de fraternité et de réciprocité, qui rentrent en conflit avec le fait que l'idéologie politique égyptienne n'admet pas qu'il y ait des rois égaux au Pharaon. Cela se voit en particulier dans le fait que le roi égyptien épouse des princesses étrangères, ce qui conforte son prestige, mais refuse de donner ses princesses en mariage aux autres grands rois. Cela se voit également dans le fait qu'il retient très longtemps les envoyés des autres grands rois, pour prendre l'ascendant sur eux. Il conforte aussi sa position en jouant sur le fait qu'il dispose d'or à foison, et que celui-ci est désiré par les autres rois qui le quémandent sans vergogne dans les lettres qu'ils lui adressent,,.

### Les messagers
La correspondance et les autres échanges diplomatiques sont apportés par un personnel spécialisé, des messagers (akkadien mar šipri). Ils ne se contentent en général pas de simplement transporter le message, mais ils sont de véritables émissaires des rois, ayant la mission de les représenter à l'étranger, de négocier pour leur compte, et aussi d'obtenir des informations sur les autres cours. Il ne s'agit pas d'ambassadeurs permanents, puisque l'activité diplomatique reste à cette époque itinérante. Les messagers n'en sont pas moins des personnages importants, souvent des diplomates aguerris, choisis parmi l'entourage proche des rois, experts dans l'art de la parole et de la négociation, et de la médiation entre des royaumes séparés par de longues distances et des mœurs souvent très différentes (avec l'appui de traducteurs). Pour exercer leur activité, ils bénéficient d'une immunité diplomatique. La lettre EA 30 est un sauf-conduit du roi Tushratta du Mittani destiné à être présenté par son messager Akiya aux rois de Canaan pour qu'ils le confient aux bons soins des représentants du pouvoir égyptien et ne le taxent pas. Certains rois (Babylone et Alashiya) ont recours aux services de marchands pour transmettre les messages, ce qui renvoie à des chevauchements entre commerce et diplomatie qui sont attestés dans d'autres contextes. La manière dont les représentants des pays étrangers étaient reçus à la cour n'est pas bien documentée pour cette période. Plusieurs lettres protestent contre le fait que le roi égyptien les retient pendant plusieurs années, ce qui est manifestement un moyen de pression sur le roi qu'il représente et aussi une manière d'affirmer son statut. Les audiences royales sont rarement évoquées, mais il est probable qu'elles devaient être caractérisées par un protocole assez rigide. La lettre EA 32 évoque l'embarras du messager Kalbaya, lorsqu'il confirme au roi d'Arzawa que le roi égyptien souhaite épouser sa fille, mais que cela n'est pas confirmé par la lettre qu'il présente. Cela indique que le message devait être lu oralement puis confirmé par la lecture de la tablette,,,. 
Les lettres d'Amarna documentent en particulier les liens établis entre les « services diplomatiques » de l’Égypte et du Mittani, les deux alliés les plus proches, qui se connaissent bien en raison de la régularité des échanges entre les cours depuis qu'elles sont en paix, marquée notamment par plusieurs mariages de princesses mittaniennes en Égypte. Les équipes diplomatiques des royaumes sont respectivement dirigées par Mane et Keliya (un ministre du roi Tushratta, peut-être issu de la famille royale). Elles comprennent des assistants et des traducteurs, et probablement une escorte. Les deux équipes agissent en tandem, puisqu'elles effectuent la route entre les deux pays ensemble pour porter les réponses et présents réciproques. Elles sont en particulier actives au moment des négociations du mariage de Tadu-Heba, la fille de Tushratta, avec Amenhotep III, qui montre la latitude et la confiance dont disposent les messagers : Mane est chargé de voir la future épouse et la décrire au roi d’Égypte, de négocier la dot, puis de conclure le mariage en versant de l'huile sur le front de la jeune fille.

### Les échanges de présents
L'idéologie de la réciprocité ressort principalement des échanges de présents entre grands rois, sujet omniprésent dans la correspondance d'Amarna,.

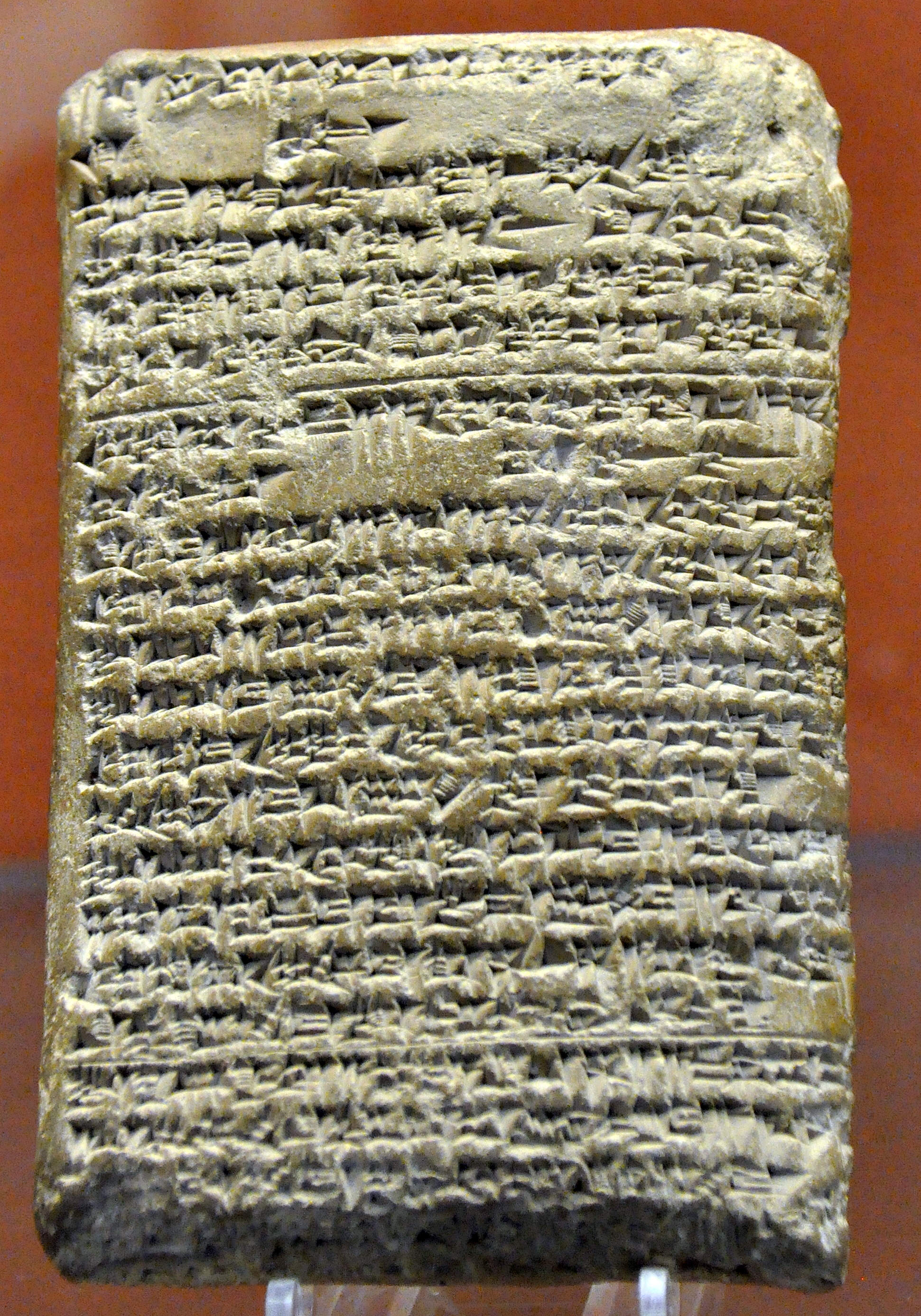
Lettre EA 9 : le roi babylonien Burna-Buriash II demande beaucoup d'or à Amenhotep III, et lui offre du lapis-lazuli et des chevaux. British Museum.
Extrait : Mon frère m'a maintenant envoyé 2 mines d'or comme cadeau d'hommage. À présent, si l'or est abondant, envoie-m'en autant que tes ancêtres envoyaient ; mais s'il est rare, envoie-moi la moitié de ce que tes ancêtres envoyaient. Pourquoi m'as-tu envoyé 2 mines d'or ? En ce moment mon travail pour le temple est considérable, et je suis très occupé à son exécution. Envoie-moi beaucoup d'or. Et toi, pour ta part, tout ce que tu voudras de mon pays, écris-moi afin que l'on puisse te l'apporter.

Les biens échangés sont divers, mais avant tout des métaux et pierres précieux, sous forme brute ou manufacturée, car c'est ce qui a le plus de valeur et se transporte le mieux sur de longues distances. Étant donné que la correspondance est à destination de l’Égypte, elle évoque principalement le produit le plus recherché de ce pays, l'or, extrait dans les importants gisements du désert de Nubie, mais difficilement accessible au Proche-Orient. La richesse égyptienne en or semble proverbiale, puisque plusieurs lettres de rois asiatiques font référence au fait que l'or y est abondant, et que le Pharaon n'est censé avoir aucun problème à l'expédier en grandes quantités (il s'y ramasserait « comme de la poussière »). Autrement, l’Égypte envoie aussi de l'ivoire, du bois d'ébène et de l'albâtre. De leur côté, les rois asiatiques sont mieux pourvus en argent (surtout le Hatti), en lapis-lazuli (surtout Babylone), en cuivre (surtout Alashiya), en chevaux (notamment le Mittani). Ces matériaux sont souvent offerts sous la forme d'objets manufacturés, notamment des bijoux, du mobilier, des armes et des chars. Du personnel est aussi envoyé, notamment des gens maîtrisant des métiers spécialisés (médecine, divination),,. Par exemple, le présent accompagnant la lettre EA 19 de Tushratta, inventorié à la fin, se présente ainsi :

« Je t'envoie avec la présente comme cadeau d'hommage à mon frère : 1 coupe en or avec des incrustations de lapis-lazuli authentique dans son anse ; 1 collier-maninnu avec un contrepoids, 20 morceaux de lapis-lazuli authentique et 19 morceaux d'or, son centre étant en lapis-lazuli authentique, serti d'or ; 1 collier-maninnu avec un contrepoids, 42 pierres-ḫulalu authentiques et 40 pièces d'or en forme de pierres-arzallu, son centre étant en pierre-ḫulalu authentique sertie d'or ; 10 équipages de chevaux ; 10 chars en bois avec tout leur attirail ; et 30 femmes et hommes. »

Kadashman-Enlil proclame dans EA 7 que ces échanges n'ont aucune finalité pratique, puisque ni lui ni son homologue égyptien ne manquent de quoi que ce soit : « à ce qu'on m'a dit, (que) dans le pays de mon frère tout est disponible, et que mon frère n'a besoin d'absolument rien, de même dans mon pays tout est également disponible et moi-même je n'ai besoin d'absolument rien. » Mais la réalité n'est pas si simple. Ces envois sont certes régis par des considérations reposant avant tout sur le principe de réciprocité, qui veut qu'à un présent réponde un présent de même valeur (suivant le principe de don et de contre-don), mais aussi par le désintéressement et la générosité voire la joie d'offrir, ont un caractère personnel (par exemple EA 5 : envoi de mobilier par le roi de Babylone pour les nouveaux appartements du roi d’Égypte). Mais ils visent aussi en retour à obliger l'autre à offrir. Des demandes explicites de cadeaux sont souvent formulées, en invoquant notamment des besoins exceptionnels, par exemple le besoin d'or à l'occasion de la construction d'un temple ou d'un palais,. 

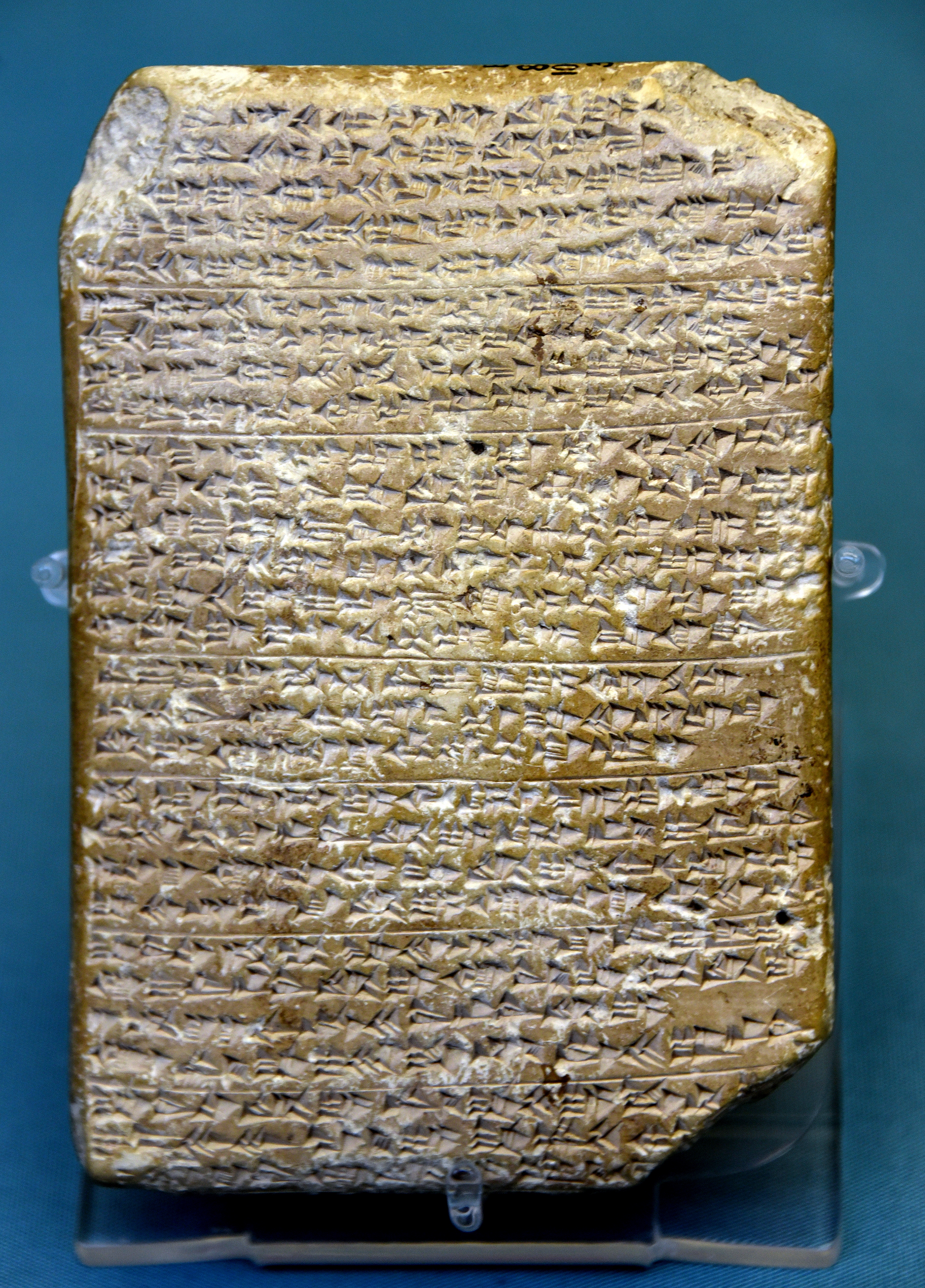
Lettre EA 35 : le roi d'Alashiya écrit au roi égyptien qu'il ne peut pas envoyer beaucoup de cuivre parce qu'une épidémie (la « main de Nergal ») frappe son pays, lui promettant de lui en envoyer plus, plus tard, à la condition que de l'argent lui soit envoyé. British Museum.

C. Zaccagnini a parlé de « marchandage cérémoniel » (ceremonial bargain) à propos des tractations apparaissant dans la correspondance amarnienne. Les rois font montre d'une rhétorique sophistiquée qui vise à en obtenir le plus tout en professant d'en offrir autant voire plus pour ne pas perdre la face, ne pas donner l'impression d'ignorer l'étiquette par appât du gain. C'est ce qu'exprime Assur-uballit dans la lettre EA 16, sans oublier d'évoquer la réciprocité qui l'oblige lui aussi : « Si ton intention est gracieusement celle de l'amitié, envoie-moi beaucoup d'or. Cette maison est ta maison. Écris-moi afin qu'on puisse chercher ce dont tu as besoin. » Ailleurs dans la même lettre, le roi assyrien appuie sa demande en mentionnant le fait que le roi du Mittani a reçu plus que lui, alors qu'il est son égal. De son côté, Kadashman-Enlil réclame plus d'or en se plaignant que l'envoi précédent n'était pas suffisant pour couvrir ses propres présents (EA 3) : « Le cadeau (que tu m'as fait) n'atteint pas ce que je t'ai donné chaque année. » Son successeur Burna-Buriash II se plaint de la faible qualité de l'or reçu (une même plainte est émise par Tushratta), mais il met l'erreur au débit d'un subordonné du roi égyptien, de sorte à ménager sa susceptibilité (EA 7). D'autres moyens de négocier apparaissent dans la correspondance d'Alashiya. Dans la lettre EA 33, on apprend que le roi d’Égypte a offert du cuivre au roi d'Alashiya, alors que celui-ci en a en abondance, de manière à l'inciter en retour à faire un contre-don plus important en cuivre, qu'il obtient (un « don provocateur »). Dans EA 35, le roi d'Alashiya fait comprendre par des moyens détournés qu'il n'enverra une chose désirée en Égypte qu'à la condition qu'il reçoive beaucoup d'argent : il ne veut donc pas accéder à une demande sans la promesse d'une contrepartie équivalente.
Faut-il y voir une forme déguisée de commerce ? Il est vrai que les négociations apparaissant dans les tablettes s'apparentent à celles ouvrant des échanges commerciaux. La diplomatie et le commerce étant souvent liés à cette période, la question peut être difficile à trancher. Le prix des biens n'est jamais chiffré dans les lettres, même si leur valeur semble bien analysée, et que l'équilibre entre ce qui est donné et de ce qui est reçu est nécessaire pour ne pas mettre en péril la relation. Les présents entre cours peuvent apparaître à bien des égards comme une forme raffinée de commerce, à plus forte raison quand ils reprennent des circuits commerciaux très actifs à l'époque, comme celui du cuivre de Chypre. Mais d'un autre côté les considérations de prestige et de réciprocité restent primordiales (il n'y a apparemment pas de recherche de profit). De plus, les demandes de présents sont prétendument faites pour des besoins exceptionnels, les quantités semblent modérées, et du reste les plaintes émises dans les lettres indiquent qu'elles ne sont pas forcément satisfaites, ou alors avec des délais très prolongés,,. Il est possible que les présents offerts transitent en même temps qu'une plus grande quantité de biens, destinée à être commercée : les présents diplomatiques ne seraient alors que la partie émergée de l'iceberg. La cargaison de cuivre de l'épave d'Uluburun, à peine plus tardive que la correspondance d'Amarna et dont on débat quant à savoir s'il elle est de nature diplomatique et/ou commerciale, est en tout cas largement plus importante que celles offertes par le roi d'Alashiya à son homologue égyptien. Ce qui ne veut pas dire que les échanges par voie diplomatique soient négligeables : Babylone reçoit plus de 600 kilogrammes d'or dans les seules lettres préservées, et la capacité de ce royaume à acquérir d'une grande quantité d'or à cette période semble avoir provoqué un changement d'étalon de l'argent vers l'or à partir du règne de Burna-Buriash II pour une durée d'environ un siècle,.

### Les alliances matrimoniales

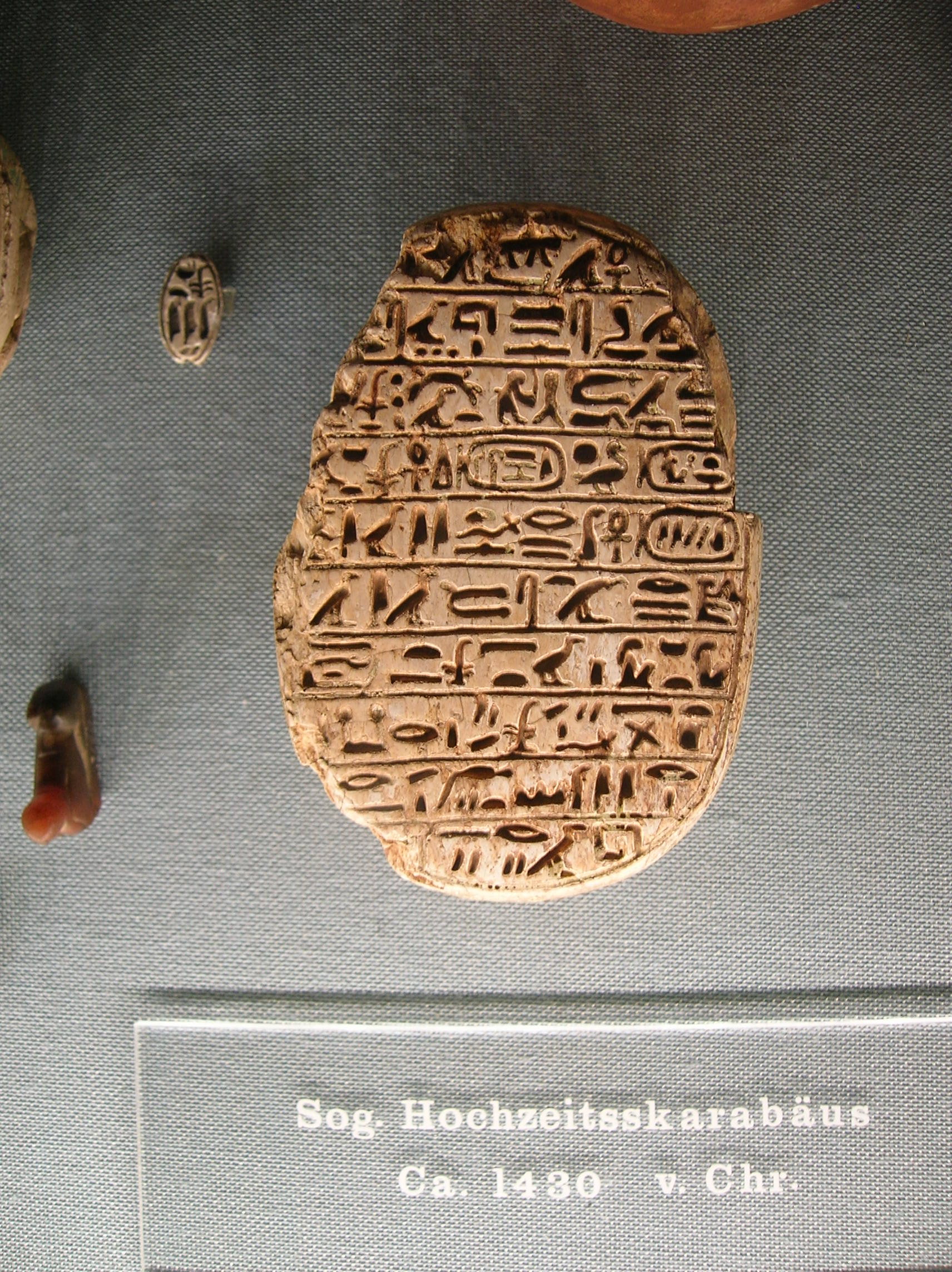
Inscription au revers d'un des scarabées commémorant le mariage en Amenhotep III et la princesse mittanienne Gilu-Heba, qui a eu lieu avant le début de l'archive d'Amarna.

Les mariages diplomatiques, normalement l'envoi d'une princesse d'un royaume vers un autre où elle devient une reine, occupent une place importante dans les relations entre les cours, et ce sujet apparaît logiquement dans plusieurs lettres. Le mariage est une manière pour les rois de rendre leur fraternité moins fictionnelle, en créant des liens de sang, et le roi mittanien Tushratta n'hésite pas à en jouer en invoquant les liens maritaux tissés entre sa famille et celles des rois égyptiens, d'autant plus qu'Amenhotep III a déjà épousé sa sœur Gilu-Heba par le passé, et s'apprête à épouser sa fille (il l'appelle d'ailleurs « mon gendre »). Sur le principe, la réciprocité doit exister dans ce domaine comme dans les autres ; même si, dans les faits, il ne s'agit pas d'échanges de princesses à proprement parler, puisqu'une alliance matrimoniale n'implique que le départ d'une princesse d'une cour vers une autre. Mais une nouvelle fois l’Égypte (qui se singularise déjà à cette période par la pratique de l'inceste au sein de la famille royale) ne se plie pas à ce principe en se plaçant dans une position supérieure. Les rois égyptiens épousent des princesses étrangères, notamment du Mittani et de Babylone à cette époque (par la suite aussi des Hittites). Mais ils refusent d'envoyer des princesses égyptiennes se marier à un roi étranger,,,. Cela ressort dans la lettre EA 4, dans laquelle le roi babylonien fait par de son étonnement à son « frère » égyptien, alors qu'il se contenterait d'une fille quelconque qu'il pourrait faire passer pour une princesse :

« (…) tu m'as écrit en ces termes : « Depuis toujours, aucune fille d'un roi d’Égypte n'est donnée à qui que ce soit. » Pourquoi pas ? Tu es un roi, tu fais ce qu'il te plaît. Si tu donnais (une fille), qui aurait quelque chose à dire ? Depuis qu'on m'a transmis ce message, j'ai écrit comme suit à mon frère en ces termes : « Les filles adultes [de quelqu'un], de belles femmes, doivent être disponibles. Envoie-moi une fille comme si c'était ta fille. Qui pourra dire “Ce n'est pas la fille du roi !” ? » Mais, tenant ferme à ta décision, tu ne m'as envoyé personne. N'as-tu pas toi-même cherché fraternité et amitié, et ne m'as tu donc pas écrit à propos du mariage afin que nous puissions devenir plus proches l'un de l'autre, et moi, pour ma part, je t'ai écrit à propos du mariage, précisément pour la même raison, pour fraternité et amitié ? (…) Devrais-je peut-être, puisque tu ne m'as pas envoyé de femme, te refuser une femme, exactement comme tu me l'as fait et ne pas l'envoyer ? Mais comme mes filles sont disponibles, je ne t'en refuserai pas une. »

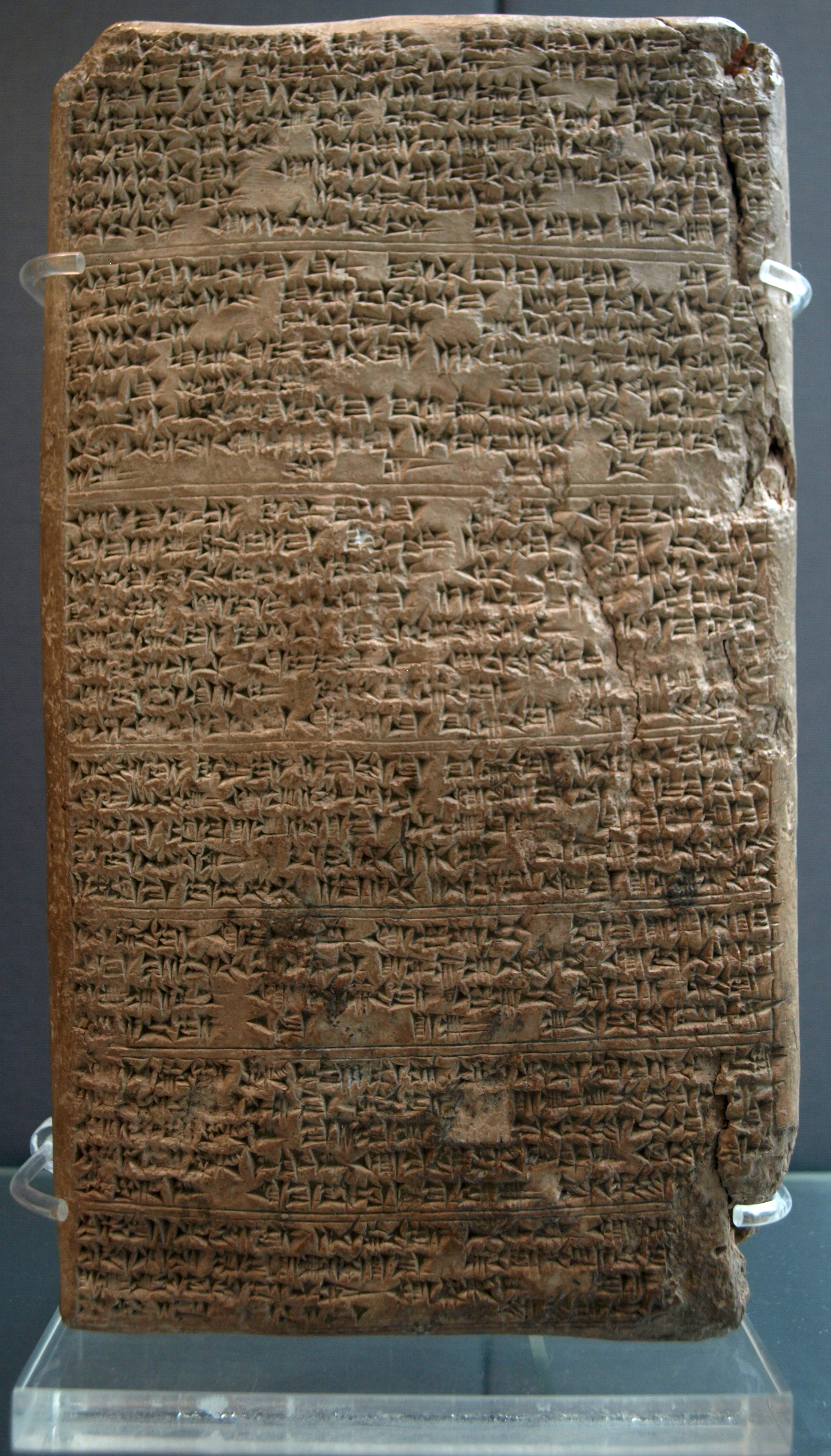
Lettre EA 19, de Tushratta à Amenhotep III : sur la conclusion du mariage avec Tadu-Heba, qui est prête à partir pour l’Égypte, et une demande d'or. British Museum.

Le déroulement des tractations conduisant à des mariages diplomatiques en Égypte peut être reconstitué à partir des cas figurant dans plusieurs lettres : le mariage de la princesse mittanienne Tadu-Heba avec Amenhotep III, celui d'une princesse babylonienne non nommée avec Amenhotep IV, aussi le projet de mariage du premier avec une princesse d'Arzawa, dont on ne sait s'il a abouti. Le processus est résumé par Tushratta dans EA 19 :

« Lorsque mon frère m'envoya Mane, son messager, disant : « Envoie ta fille pour qu'elle soit ma femme et maîtresse de l’Égypte, » je n'ai causé à mon frère aucune peine et immédiatement j'ai dit : « Certainement ! » Celle que mon frère avait demandée je l'ai montrée à Mane et il l'a vue. Quand il l'a vue, il l'a beaucoup admirée. Je l'amènerai en sûreté au pays de mon frère. Que Shaushka et Amon fassent d'elle l'image même des désirs de mon frère !. »

Ces pratiques matrimoniales suivent les usages asiatiques, en vigueur depuis au moins l'époque amorrite. Le prétendant fait une demande formelle au père de la mariée, qui donne son consentement, souvent après des atermoiements (notamment pour faire monter la valeur du présent qu'il doit recevoir). Puis les envoyés du futur époux vont à la cour pour voir la fille et en fait un rapport à leur maître (EA 11, 19, 31). Si on se fie aux lettres EA 1, 4 et 20, la seule qualité attendue de la princesse est qu'elle soit belle. Si le prétendant est satisfait, son délégué revient et verse de l'huile sur le front de la promise, acte symbolisant l'union (EA 11, 29 et 31). Le prétendant envoie le cadeau de mariage au père de l'épouse, puis cette dernière part vers l’Égypte avec un cortège et sa dot (EA 27, 29 et 31). Dans EA 11 le roi babylonien refuse de laisser partir sa fille avec un cortège modeste (cinq chars), de peur d'être la risée des autres rois, et exige que le roi égyptien envoie plus de gens pour que la mariée parte dans un cortège digne de son statut,.
Les lettres abordent trois principaux points d'achoppement durant les négociations, où se retrouvent les sujets de discussions et querelles habituels de la correspondance amarnienne. Ici les rois babyloniens Kadashman-Enlil Ier et Burna-Buriash II sont plus exigeants que le roi mittanien Tushratta. D'abord vient la question de la valeur de la dot, offert par le père de la marié au marié, et aussi des présents de mariage offerts dans l'autre sens. Ensuite les questions de rang : il est généralement attendu qu'une fille de grand roi devienne une épouse de premier rang (cela ressort également dans EA 4), donc une reine, même si là encore les Égyptiens ne paraissent pas admettre une étrangère à ce statut. En lien avec cela, le troisième sujet est la question du sort de la princesse à la cour : il est attendu qu'elle conserve un contact avec son pays d'origine et soit accessible aux diplomates de son royaume d'origine, mais selon le contenu de la lettre EA 1 le roi babylonien s'est plaint au roi égyptien d'avoir perdu la trace d'une princesse qu'il lui a donné en mariage, au point de douter qu'elle soit encore en vie.
Des listes inventoriant les biens constituant les dots et les présents de mariage apparaissent dans EA 13 et 14 pour le mariage de la princesse babylonienne, et surtout EA 22 (manifestement des présents pour l'époux) et 25 (la dot de l'épouse à proprement parler) pour le mariage de la princesse mittanienne Tadu-Heba. Elles contiennent une grande quantité d'objets, largement plus que dans les dons ordinaires. La dot doit comprendre de quoi permettre d'établir la maisonnée de la future épouse royale dont elles doivent rester la propriété, tout en manifestant leur rang dans leur cour d'accueil : des vases en métaux précieux, des meubles de bois incrusté d'or et d'ivoire, des habits et des bijoux raffinés, divers effets personnels (miroirs, bassins, chasse-mouches, etc.), des serviteurs (270 femmes et 30 hommes), 10 équipages de chevaux et autant de chars, plus un char en or, et une grande quantité d'armes (dont 105 arcs et plus de 6 000 flèches),. Elles donnent un aperçu de l'environnement matériel des familles royales du Bronze récent, autrement difficile à connaître car les objets ont pour la plupart disparu. Des comparaisons entre le contenu de ces listes et celui de tombes du Nouvel Empire (notamment celles des épouses étrangères de Thoutmosis III et celle de Toutankhamon) ont néanmoins été tentées,.

## La correspondance des vassaux
La plus importante partie du corpus des lettres d'Amarna (306 lettres, peut-être 307) concerne la correspondance entre la cour égyptienne et ses vassaux du Levant. À la différence de la correspondance des grands rois, elle documente une relation verticale, inégalitaire, dans laquelle les roitelets du Proche-Orient sont sous l'autorité du roi égyptien, lui devant loyauté et obéissance. Elle documente aussi l'instabilité chronique de cette région, malgré par une grande fragmentation politique et de fortes rivalités locales.

### La domination égyptienne au Levant

Localisation des principales cités du Levant au début de l'époque des archives d'Amarna (avant les conquêtes hittites), avec les limites approximatives des trois provinces égyptiennes.

Le Levant sous domination égyptienne est à l'époque d'Amarna un vaste territoire allant jusqu'au royaume d'Ugarit au nord, fragmenté politiquement, avec des entités politiques très diverses par leurs profils. Leur situation vis-à-vis de l’Égypte dépend en grande partie de la distance qui les sépare de celle-ci. Les vassaux de la partie septentrionale, notamment Ugarit et Qadesh, plus éloignés de l’Égypte, et plus proches du Mittani et des Hittites, constituent souvent des entités politiques puissantes et plus autonomes, pouvant avoir des contacts avec les autres puissances. Le Levant central comprend d'autres vassaux importants, comme les futures cités côtières phéniciennes (Byblos, Tyr, Sidon, etc.), Damas à l'intérieur, et le vassal le plus expansionniste, l'Amurru. La montée en puissance des Hittites, qui ont des vues sur la Syrie, est une force déstabilisatrice à la fin de l'époque d'Amarna, qui profite des dissensions entre vassaux égyptiens. La partie méridionale du Levant, le pays de Canaan, comprend une vingtaine de vassaux parmi lesquels se trouvent Gaza, Gezer, Jérusalem, Acre, Sichem, Gath, Megiddo, Hazor, etc. Cette région, proche de l’Égypte et loin des autres grandes puissances donc hors de leur portée, n'a pas d'alternative à la domination égyptienne et est fermement placée sous sa coupe, mais est traversée par divers troubles locaux. D'autres groupes plus fluides jouent un rôle important dans la vie politique de la période, les Apiru, qui constituent une force militaire pouvant être utilisée par certains rois (voir plus bas). 
L'autorité égyptienne au Levant est traditionnellement déléguée depuis l'époque de Thoutmosis III (v. 1457-1425) à un « surveillant des pays étrangers du Nord » et repose sur diverses personnes d'origine égyptienne ou levantine, dont une partie réside en Égypte où elle constitue une sorte de service des affaires étrangères dont la correspondance amarnienne est une des traces. Certaines lettres évoquent Toutou, connu également par des sources égyptiennes (sa sépulture a été identifiée), qui est un personnage important à la cour et se retrouve impliqué dans les affaires d'Aziru d'Amurru,. Du point de vue administratif, l'« empire » égyptien du Proche-Orient est divisé en trois grands districts, ayant chacun un centre administratif : la partie sud, Canaan, avec pour centre principal Gaza ; la zone intérieure au nord, Apu/Upi, avec Kumidu (Kamid el-Loz, où ont été retrouvées des lettres de la même période) ; la partie nord, Amurru (qui couvre un territoire plus vaste que celui du royaume du même nom), avec pour centre Sumur (Tell Kazel ?). S'y trouvent des agents du pouvoir égyptien, dirigés par des sortes de gouverneurs, appelés « commissaires » (akkadien rābiṣu), servant de relais entre le pouvoir central et les royaumes locaux. Ils y disposent d'un palais, avec une garnison et des magasins. Les « provinces » égyptiennes sont en tout état de cause des structures assez lâches et peu formalisées,. En tout cas d'autres centres du pouvoir égyptien avec des garnisons sont implantés dans ces régions. Deux ont été identifiées lors de fouilles archéologiques pour la période d'Amarna : Jaffa et Beth Shean. Cette dernière connaît une destruction par un incendie à cette période, ce qui pourrait être lié à des troubles politiques. 

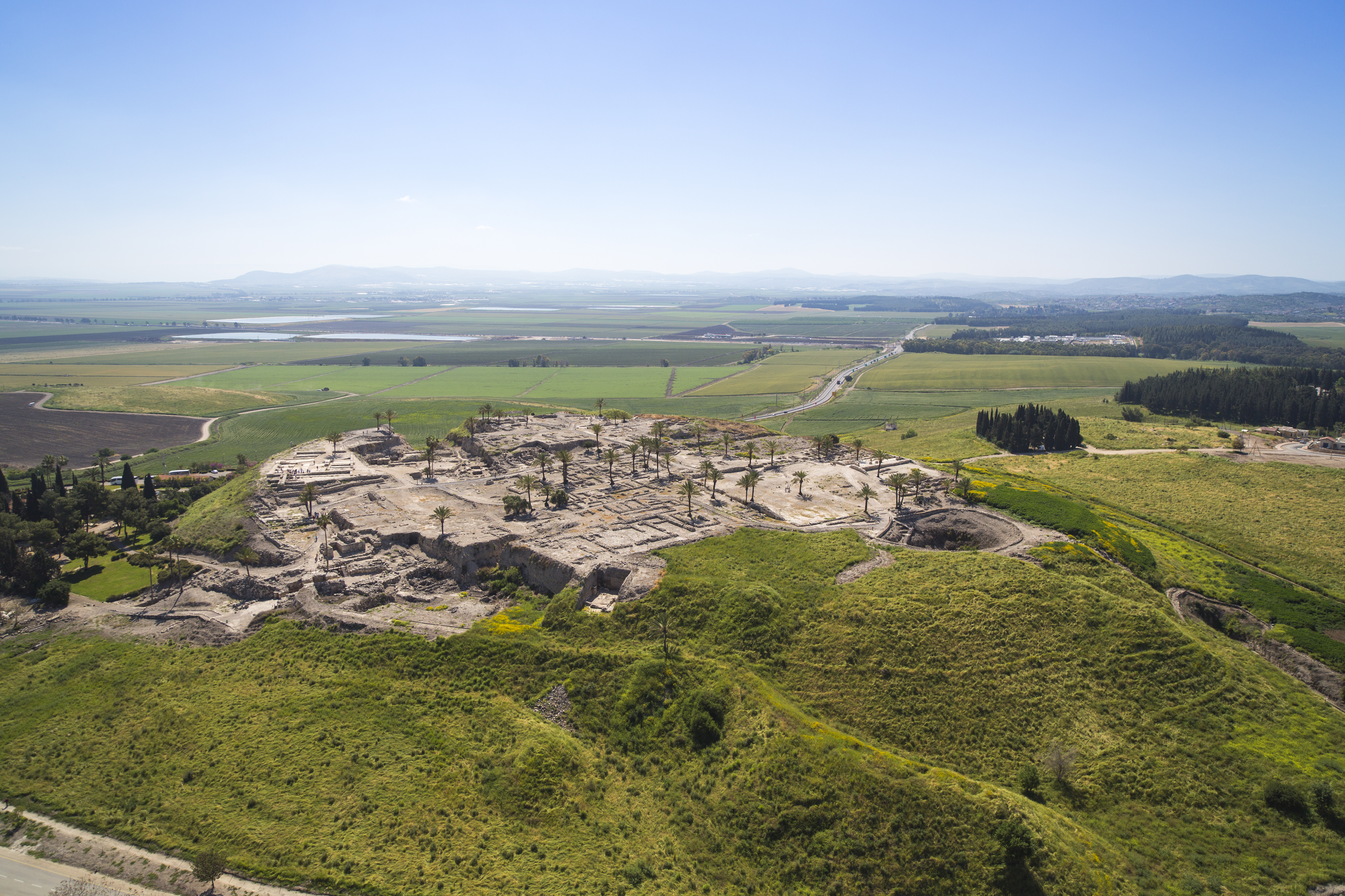
Vue aérienne des ruines de Megiddo (Israël), capitale d'un des royaumes ayant envoyé des lettres retrouvées à El Amarna.

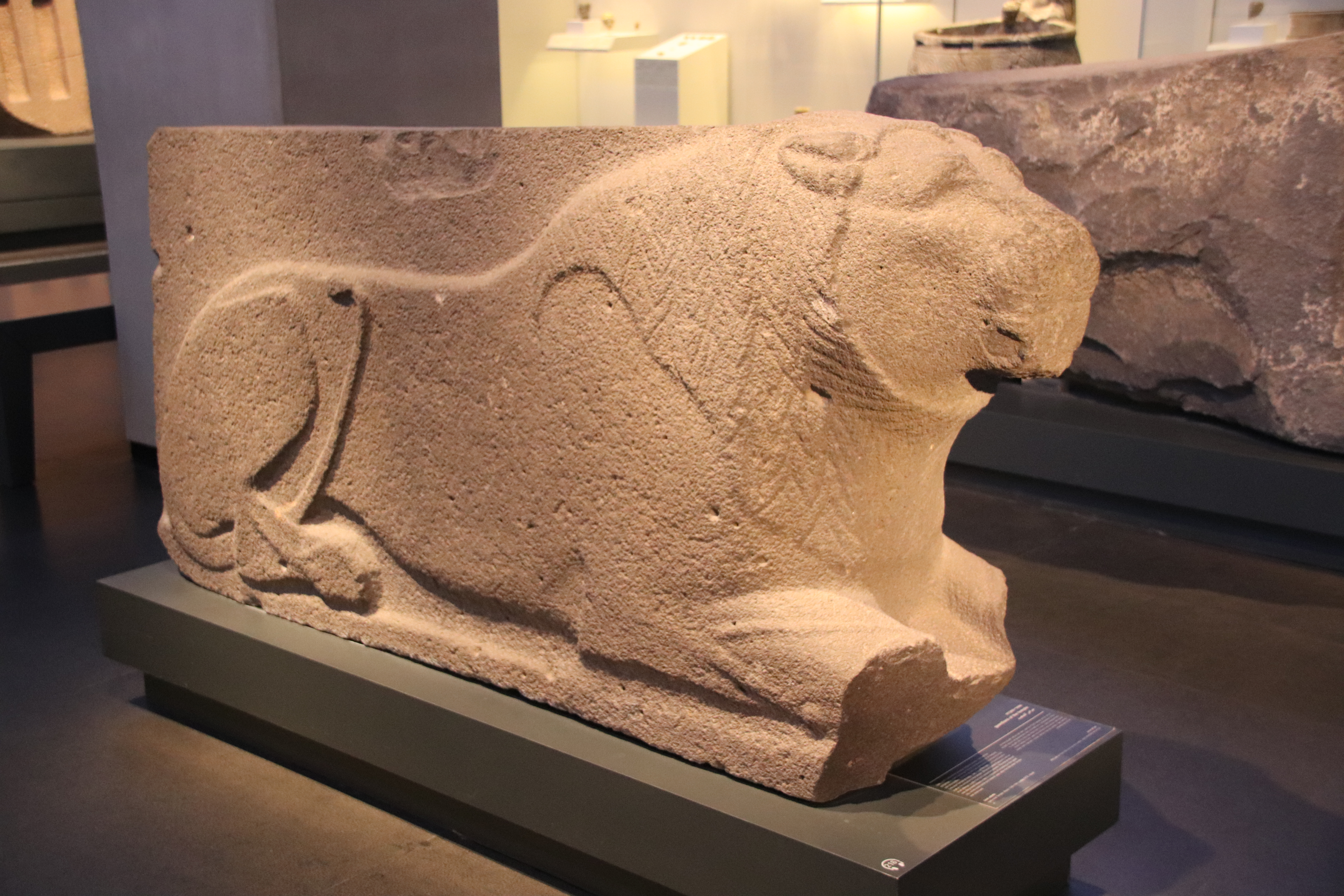
Statue de lion en basalte mise au jour dans un sanctuaire de Hazor, Musée d'Israël.

Les entités politiques locales sont des royaumes d'importance secondaire ayant à leur tête un monarque (que les historiens modernes appellent souvent plutôt « princes » ou « roitelets » que « rois »), qui aux yeux de l'administration égyptienne ont le statut de « maire » (haty-a), terme qui désigne en Égypte la personne disposant de l'autorité principale au niveau local et l'exerçant à partir d'une ville. Leurs rapports avec le pouvoir égyptien passent par ses représentants locaux, en premier lieu les gouverneurs qui font office de supérieurs directs des rois, ou bien directement avec le roi par le biais de la correspondance telle qu'elle est attestée par les lettres d'Amarna. Les rois versent un tribut au roi, lui fournissent des informations, des biens et des personnes à sa demande, soutiennent ses troupes et son administration levantine, participent à des campagnes militaires si requis. Les vassaux peuvent aussi être amenés à se déplacer personnellement à la cour égyptienne sur requête du Pharaon. Il n'y a apparemment pas de traité formalisant les rapports entre les deux parties, juste des serments de loyauté qui ne contiennent sans doute pas de stipulations précises, et le degré d'autonomie d'un vassal levantin varie sans doute selon les cas. De fait ces « royaumes » sont d'importance très variée : les cités côtières du nord telles que Tyr, Byblos et Ugarit, ou encore des villes de l'intérieur telles de Hazor, Meggido, Damas et Qadesh disposent de centres urbains importants, avec des grands palais et une administration très structurée au regard des standards de l'époque, alors que d'autres entités de zones désertiques sont bien moins structurées. L'archéologie indique ainsi que la partie méridionale de l'« empire », le pays de Canaan, comprend ainsi autour d'une vingtaine de cités-États, des royaumes territoriaux avec un grand centre urbain et une majeure partie de la population vivant dans des villages, et des espaces pas ou très peu peuplés, notamment dans les régions hautes, avec des populations nomades. Les premières sont plus intégrées dans les échanges internationaux (l'épave d'Uluburun est probablement celle d'un bateau originaire d'un port cananéen) et plus soumises à l'influence culturelle égyptienne,.
La nature de la domination égyptienne sur le Levant est débattue. Depuis que la paix a été conclue avec le Mittani à la fin du XVe siècle av. J.-C., la domination égyptienne n'est plus contestée et les rois ne mènent plus de campagnes militaires dans la région. Cette situation a pu être désignée comme une Pax Aegyptica. Une des questions que se posent les historiens de la période est de savoir dans quelle mesure les nombreux troubles évoqués dans les lettres des vassaux reflètent une situation normale ou pas. Une vision ancienne et encore défendue considère qu'Akhenaton en particulier, tout consacré à sa réforme religieuse en Égypte, s'intéresse peu à ce qui se passe au Levant, et que ses projets déstabilisent son empire levantin, provoquant des troubles et une affaiblissement de l'emprise égyptienne, facilitant la conquête de la Syrie par les Hittites. Il est également avancé qu'il manque de vision stratégique et sous-estime la menace hittite. Le renforcement de l'emprise égyptienne à partir du règne de Horemheb (v. 1319-1292) serait une réaction à cet affaiblissement. D'autres au contraire considèrent que les lettres d'Amarna font voir une situation normale. Contrairement à l'empire égyptien de Nubie qui est tenu d'une main de fer et implique un projet de colonisation, l'empire égyptien du Levant serait essentiellement vu comme un moyen d'obtenir des matières premières et des biens par le biais du tribut (notamment de l'étain et du cuivre servant à fabriquer des objets en bronze). Du point de vue égyptien, l'essentiel serait que les vassaux restent fidèles, versent leur tribut, et répondent aux demandes faites par le pharaon (envois de biens et de personnes, soutien logistique et militaire aux expéditions, etc.). Le fait qu'il y ait déjà des structures politiques solides en place ne les pousse pas à les bouleverser. Les disputes et altercations entre leurs vassaux n'intéressent pas les rois, et ils n'interviennent donc dans leurs affaires que quand celles-ci deviennent particulièrement graves (comme l'illustre leur réaction face aux excès de Labayu et d'Abdi-Ashirta). Les succès des Hittites sont principalement dus à l'efficacité de la stratégie mise en place par leur roi Suppiluliuma, plutôt qu'à la faiblesse égyptienne,,,. M. Liverani, qui défend ce second point de vue, a notamment insisté sur le fait que les Égyptiens et les Levantins ont une vision différente des rapports entre maître et vassal, qui crée là encore des incompréhensions : les vassaux estiment que leur loyauté doit être récompensée par la protection face aux menaces externes (attaques des voisins) et aussi internes (prétendants au trône) (une « idéologie de la protection »), tandis que le roi égyptien considère que le fait de les laisser en place (vivants) et l'octroi du « souffle vital » en échange de la loyauté est suffisant dans la relation (une « idéologie de la vie ») et qu'il n'a pas à garantir leur sécurité,.

### Langage et rédaction des lettres
Les tablettes de la correspondance des vassaux se présentent sous différents formats, mais toutes de type « portrait », pour la plupart d'une taille leur permettant de tenir dans la paume de la main, majoritairement écrites recto-verso même si un nombre non négligeable est inscrit d'un seul côté. Elles ne sont pas scellées, mais ont peut-être été contenues dans une enveloppe, qui dans tous les cas a disparu. Certaines lettres ont été cuites, notamment celles en provenant d'Ugarit et du Nuhasse.
Le langage des lettres des vassaux est de l'akkadien, rangé dans la catégorie de l'« akkadien périphérique » qui désigne une langue écrite par des gens ne parlant pas cette langue au quotidien, et influencée par une ou plusieurs langue(s) effectivement parlées dans le lieu d'écriture, au point d'être significativement différente de l'akkadien écrit dans les régions mésopotamiennes où il est parlé. Les scribes de Syrie écrivent en « hourro-akkadien », la langue des textes du Mittani, car cette langue est très parlée à cette époque dans cette région. Ceux du sud écrivent dans un « akkadien cananéen », fortement influencé par les langues locales nord-ouest-sémitiques, dites « cananéennes » (ancêtres de l'hébreu et du phénicien). C'est une sorte de pidgin, utilisant des mots akkadiens avec une grammaire et une syntaxe ouest-sémitique, ce qui se traduit par exemple par un ordre des mots atypique en akkadien, qui place le verbe au milieu et non à la fin de la phrase. Au-delà de ces classifications générales, les langages varient grandement selon les lieux voire selon les scribes : le scribe des lettres de Jérusalem, particulièrement original, mélange ainsi l'assyrien et le babylonien, deux dialectes akkadiens, et des formes ouest-sémitiques. Il s'agit donc d'une sorte de langage codé original, qui serait incompréhensible aux locuteurs de l'akkadien, au point que certains considèrent qu'il ne devrait pas être considéré comme de l'akkadien. Il a fallu de nombreux travaux, notamment ceux de W. Moran et d'A. Rainey, pour parvenir à une bonne compréhension des textes « cananéens »,,.
Les analyses pétrographiques des lettres des vassaux ont indiqué qu'une bonne partie d'entre elles sont originaires de la cour du souverain au nom duquel elles sont écrites (Byblos, Tyr, Hazor, Sichem, entre autres). Mais elles ont aussi révélé qu'une partie des lettres cananéennes avait été écrite ailleurs, sans doute dans les centres égyptiens de Gaza et de Beth Shean. Il est donc probable qu'elles aient été écrites par un scribe travaillant directement pour l'administration égyptienne, alors que le roi au nom duquel elle sont écrites était venu auprès du gouverneur local, ou alors avait dépêché un de ses messagers pour dicter le contenu de la lettre. Il y a néanmoins assez peu de mentions de messagers des vassaux dans les lettres, et ceux-ci sont surtout attestés pour les royaumes du nord (Ugarit, Amurru, Byblos), qui en envoient jusqu'à la cour égyptienne. La communication avec les autorités égyptiennes semble se faire surtout oralement avec ses représentants présents en Égypte. Des messagers du roi égyptien sont également dépêchés au Levant de temps en temps.
Reflets d'une relation hiérarchique et très inégalitaire, les introductions des lettres des vassaux adressées au roi sont caractérisées par des formules dites « de prosternation » plus ou moins développées et obséquieuses,. Par exemple :

« Je tombe aux pieds du roi, mon seigneur, 7 fois et 7 fois. Je suis poussière sous les sandales du roi, mon seigneur. »

— EA 151, d'Abi-Milku de Tyr.

« Je me prosterne aux pieds du roi, mon seigneur, mon dieu, le Soleil du ciel, 7 fois et 7 fois, sur le ventre et sur le dos. »

— EA 233, de Satatna d'Acre (Akka).

### Contenu et motivations des lettres
Le principal sujet des lettres des vassaux concerne les obligations qu'ils remplissent pour le roi égyptien. Ils assurent leur loyauté et le fait qu'ils sont sur leur garde, protégeant le pays pour leur maître. Celui-ci leur demande régulièrement des produits : des bovins, de l'argent en grande quantité, du verre brut, des bûches de buis, des aromates, etc. Il leur demande aussi des personnes : des princes levantins devant servir d'otages à la cour égyptienne, où ils sont éduqués pour s'assurer de leur loyauté future ; des princesses pour le harem royal ; des esclaves ; des prisonniers. Il peut aussi leur être demandé de fournir des troupes auxiliaires. Une autre tâche importante des vassaux est l'approvisionnement des troupes égyptiennes stationnées dans leur région ou la traversant, et plus généralement de leur apporter de l'aide. Il s'agit généralement de demandes sans contrepartie, liées aux obligations des vassaux, mais dans certains cas il semble y avoir des compensations : selon EA 369 écrite par le roi égyptien à Milkilu de Gezer, celui-ci reçoit de l'or, de l'argent, des étoffes et pierres de luxe ainsi qu'une chaise en bois d'ébène, pour lui fournir 40 échansonnes « très belles » et « sans défaut », chacune d'une valeur de 40 sicles d'argent. Certains rois formulent de leur côté des demandes de produits voire de spécialistes (un médecin pour le roi d'Ugarit dans EA 49). Le plus souvent ils sollicitent la venue de troupes égyptiennes pour leur prêter assistance face à un danger qu'ils jugent imminent.

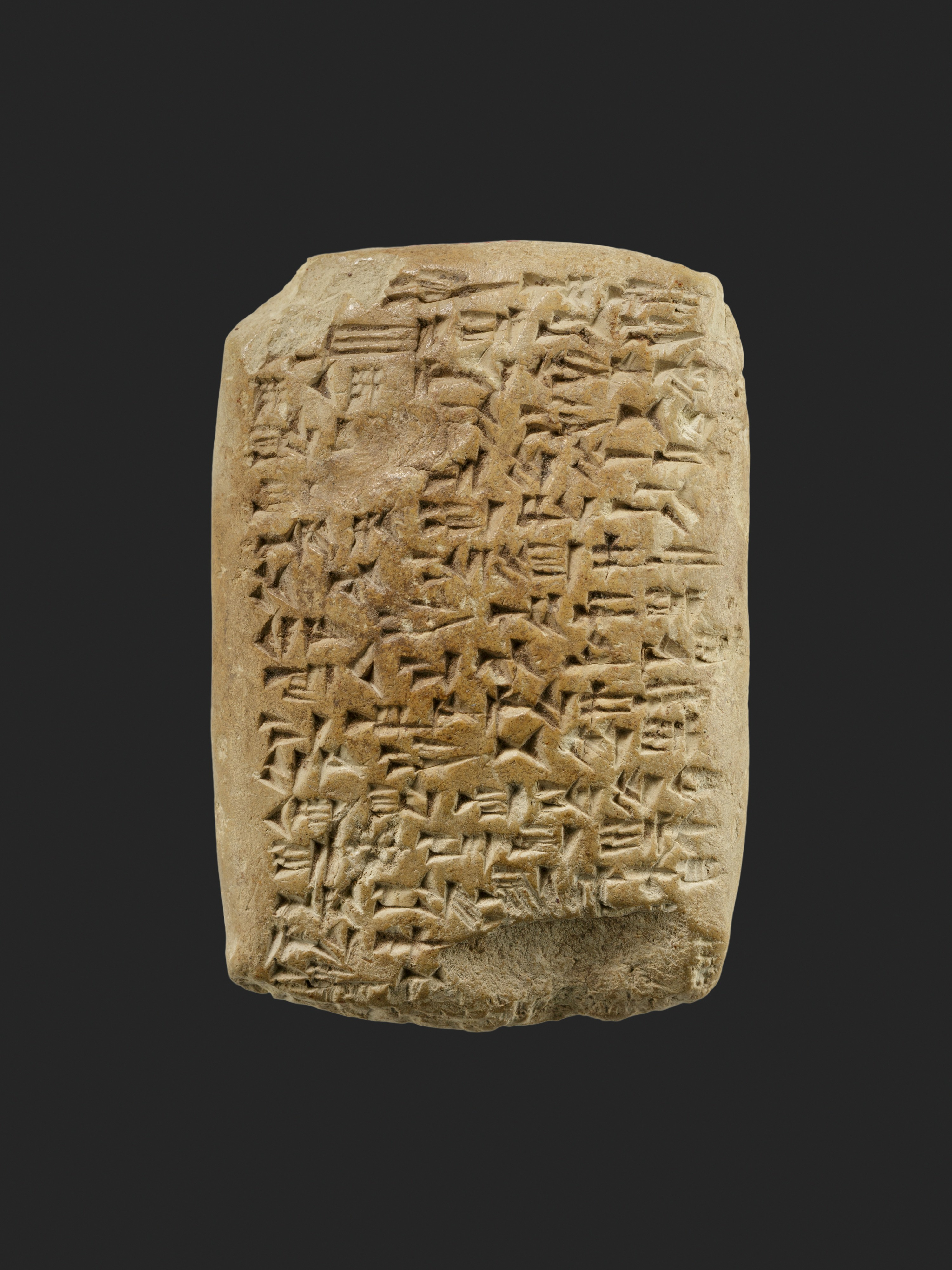
EA 153 : Abi-Milku de Tyr confirme au roi qu'il a préparé des navires pour les troupes égyptiennes. Metropolitan Museum of Art.

Les lettres expédiées par les vassaux cananéens sont souvent des réponses à des demandes expresses du roi, qui suivent un cadre général commun, stéréotypé, en citant souvent des lettres du roi égyptien. Les historiens se divisent quant à savoir comment interpréter cette relative uniformité. M. Liverani a proposé qu'il s'agissait majoritairement d'une correspondance routinière, suivant une procédure saisonnière marquée deux temps forts, celui du versement du tribut et celui de l'approvisionnement des troupes. C'est une procédure très formalisée : le Pharaon écrit suivant la séquence « protéger - obéir - préparer » et le vassal répond suivant une séquence « je protège - j'obéis - je prépare ». D'autres comme N. Na'aman considèrent au contraire qu'il s'agit de demandes sortant de l'ordinaire. Le tribut n'est pas évoqué dans les lettres et se déroule par oral, en lien avec les gouverneurs égyptiens et pas le roi. Ce dernier ne sollicite les vassaux que pour des demandes particulièrement importantes, extra-ordinaires. Il est également envisagé qu'une partie des lettres concernent des préparatifs pour une expédition militaire contre les Hittites vers la fin de la période. Elle n'aurait cependant jamais eu lieu, ou bien aurait eu lieu mais n'a jamais été confirmée par des sources antiques (la majorité des historiens estime que le conflit égypto-hittite commence après la mort de Toutankhamon). 

« Certes je garde la ville du roi, mon seigneur, le Soleil du ciel. Quoi que le roi, mon seigneur, commande, certes, j'observe jour et nuit l'ordre du roi, mon seigneur. Quant à Reanapa, le Commissaire du roi, mon seigneur, ce que le roi, mon seigneur, a commandé (par lui), est suprême comme l'ordre du Soleil dans le ciel. Quel est le chien qui ne voudrait pas faire attention aux ordre du roi, mon seigneur, le Soleil du ciel ? »

— EA 315, lettre de Pu-Ba'la de Yursa.

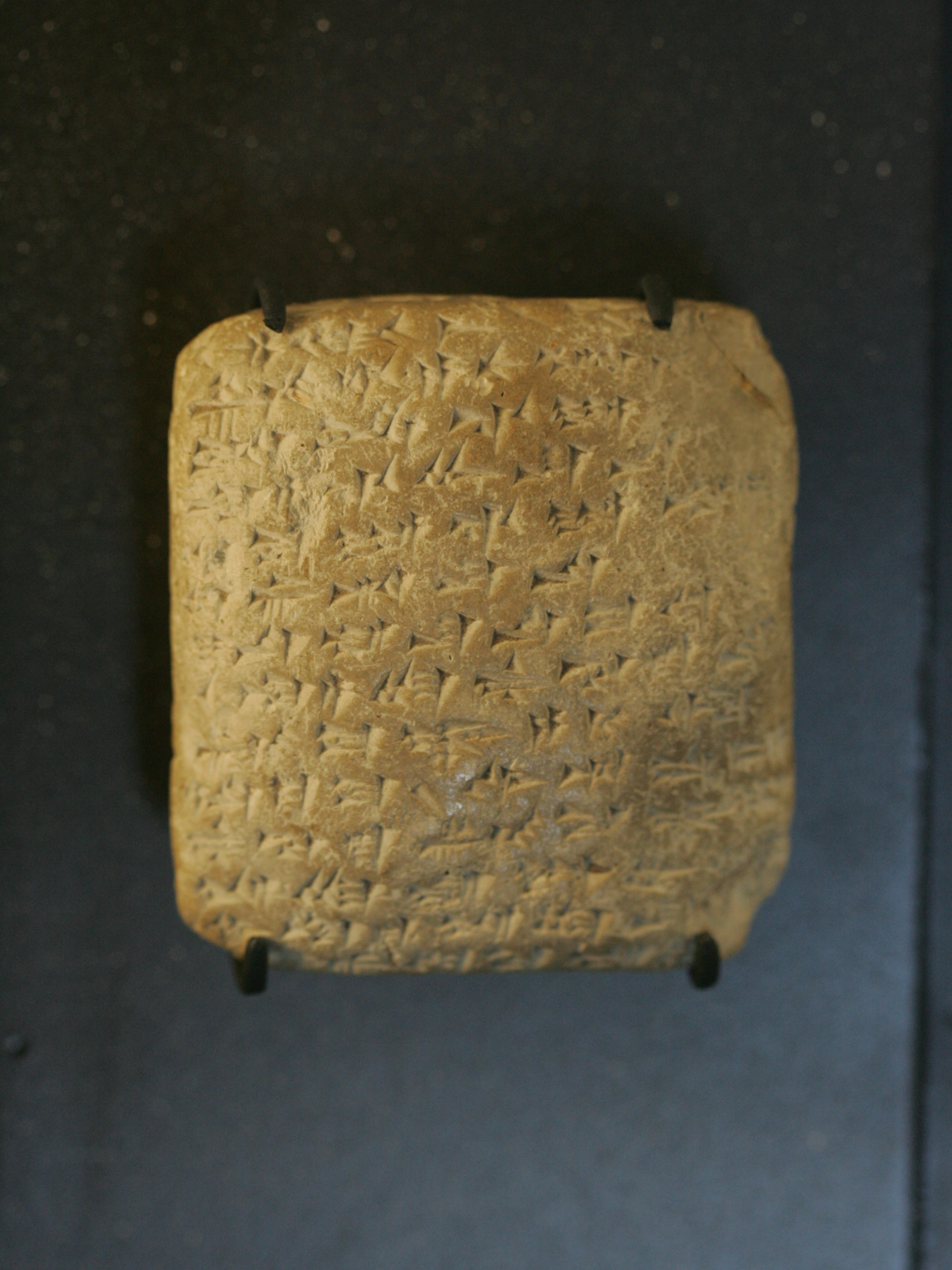
EA 365 : lettre de Biridiya de Megiddo qui prétend être le seul à fournir des corvéables pour exploiter un terroir, alors que les autres « maires » ne le font pas. Musée du Louvre.

Autrement, la correspondance traite de sujets variés, notamment beaucoup d'événements politiques et militaires (à la différence de la correspondance des grands rois), ce qui renvoie au devoir d'information d'un vassal envers son maître, mais aussi aux espoirs (en général déçus) que placent les vassaux levantins dans la protection que leur octroie le roi égyptien. Les lettres évoquent des menaces potentielles de voisins querelleurs ou bien de groupes menaçants, parfois des épisodes de violence tels que des attaques et des sièges de ville. Il y a aussi des accusations de corruption à l'encontre de représentants du pouvoir égyptien, et des dénonciations d'injustices et d'abus qu'ils auraient commis. Certains vassaux expriment même leur insatisfaction devant certaines demandes du roi égyptien, ou encore contestent les accusations de déloyauté que celui-ci a émis à leur encontre. Une partie des lettres sont envoyées par des vassaux sans sollicitation du roi égyptien ou d'un de ses représentants. Le plus prolifique, et de loin, est Rib-Adda de Byblos, avec plus de 70 lettres retrouvées, ce qui a suscité l'agacement d'autorités égyptiennes manifestement peu enclines à entretenir une correspondance régulière avec des rois levantins,.
Parmi les archives, six ou sept lettres retrouvées sont adressées par le roi égyptien à des vassaux, et donnent une idée du contenu des lettres auxquelles répondent les vassaux. Elles suivent un formulaire particulier, sans fioritures, sans doute inspiré des lettres en hiératique. Elles enjoignent au vassal d'être sur ses gardes, et d'accomplir des demandes plus spécifiques. Elles se terminent par une conclusion rappelant au vassal la prospérité et la puissance du Pharaon.

« Dis à Endaruta, l'homme d'Akshapa ; ainsi (parle) le roi : Il t'expédie la présente tablette, te disant : « Sois sur tes gardes ! Tu dois garder la place du roi, là où tu es. »

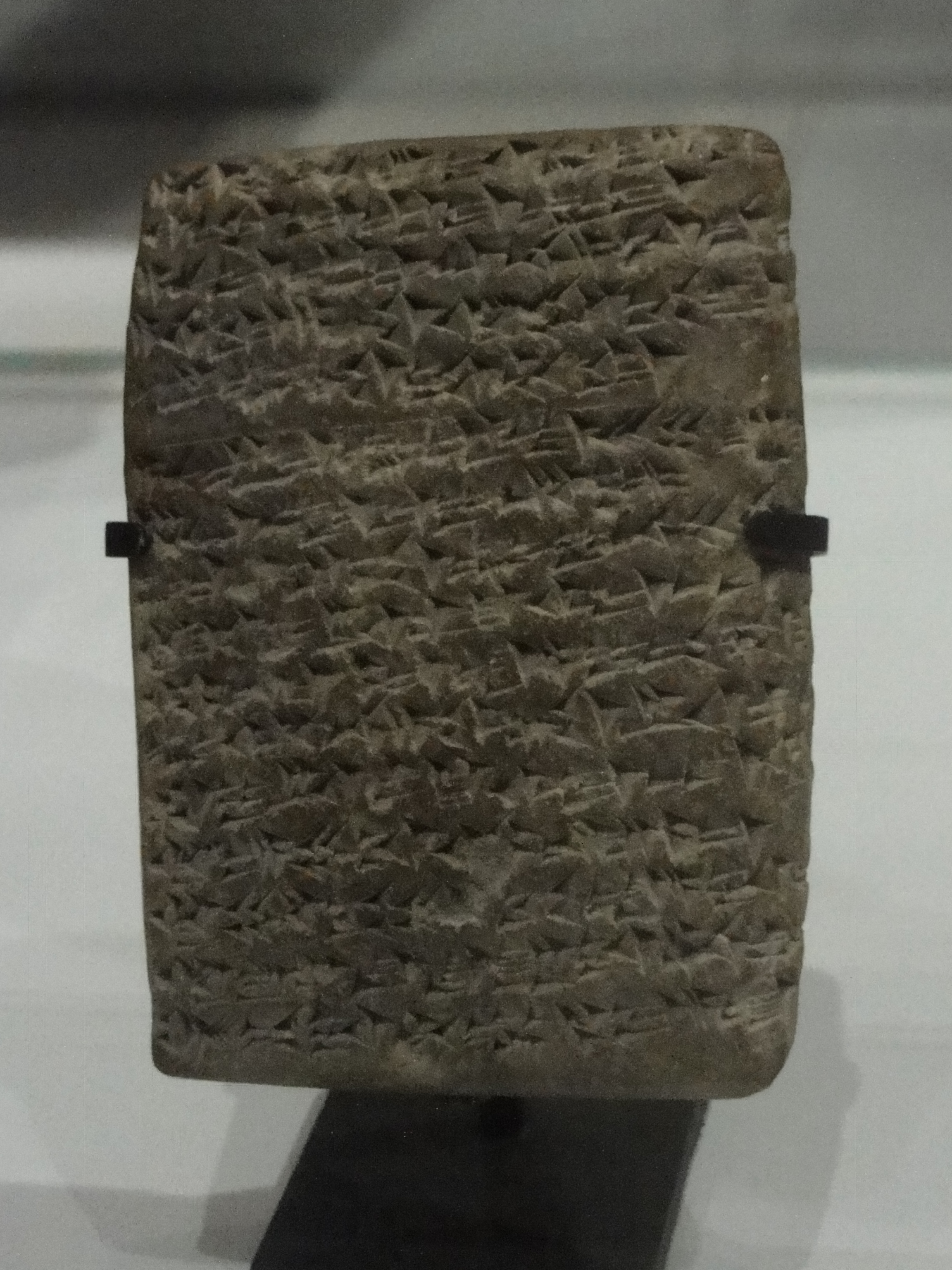
EA 367 : lettre du Pharaon à Endaruta d'Akshapa (traduction partielle ci-contre). Musée du Louvre.

Avec la présente, le roi t'envoie Hanni, le fils de Maireya, le surveillant des écuries du roi en Canaan. Tout ce qu'il te dira, écoute-le très soigneusement afin que le roi ne te trouve pas en faute. (…) Avant l'arrivée des archers du roi, prépare de la nourriture en abondance, du vin, ainsi que tout en abondance. Il est maintenant sur le point de te trouver très rapidement et il tranchera la tête des ennemis du roi.
Sache que le roi est bien portant comme le Soleil dans le ciel. Pour ses troupes et la multitude de ses chars, tout va très bien. »

— EA 367.

### Troubles politiques et sociaux

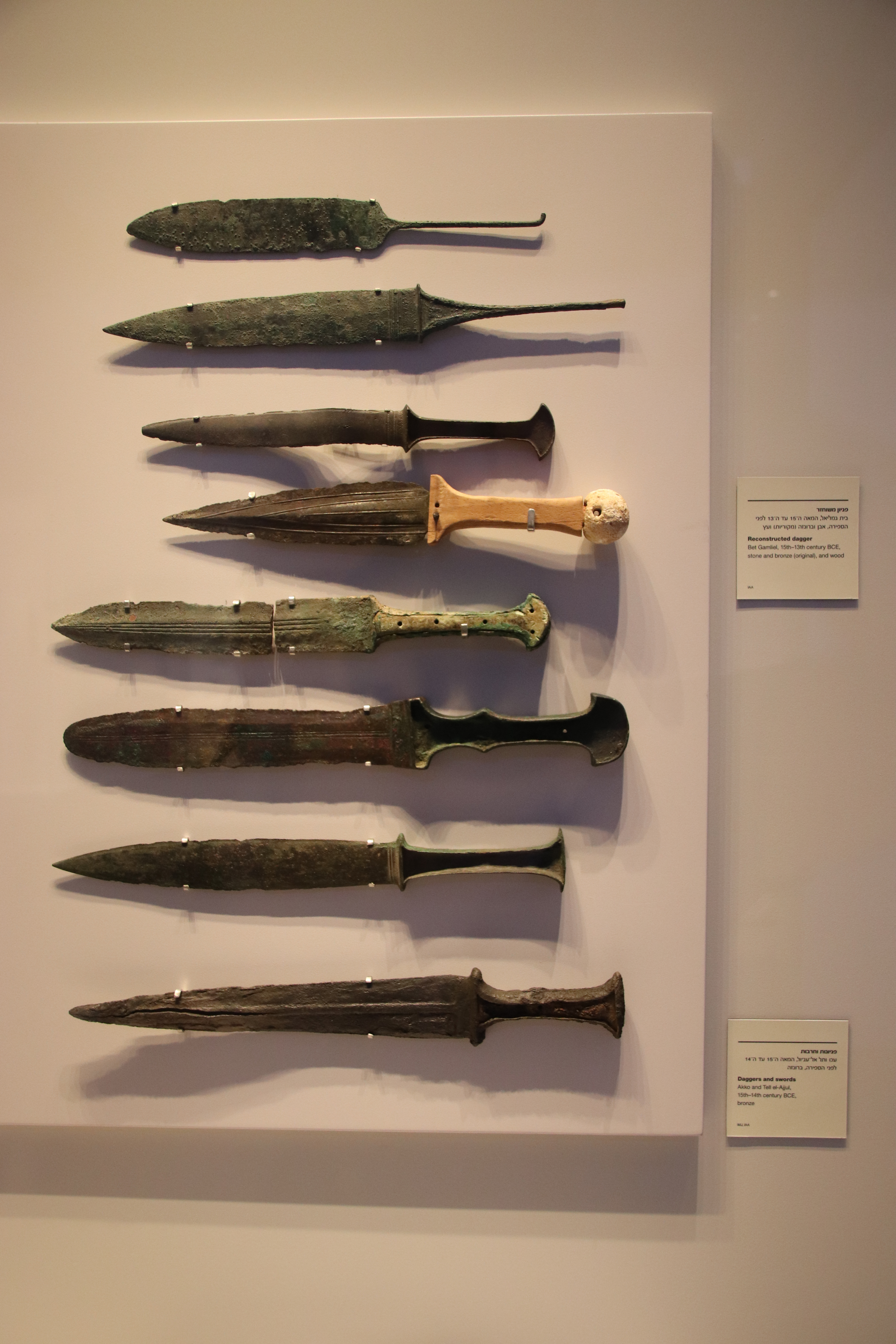
Dagues et épées en bronze provenant de sites du Levant méridional du Bronze récent. Musée d'Israël.

La situation politique de l'empire asiatique des Égyptiens est assez heurtée à l'époque des archives d'Amarna. La question de savoir pourquoi il y a de telles rivalités qui ont l'air endémiques est discutée. Le grand nombre de royaumes et la taille réduite des territoires incite peut-être à chercher à s'étendre sur ceux des voisins, à plus forte raison s'il faut avoir les moyens de répondre aux demandes égyptiennes. Le fait que les Égyptiens ne cherchent pas à réguler les rapports entre leurs vassaux et à garantir leurs frontières (à la différence de ce que font les Hittites dans leur propre sphère de domination) ouvre en tout cas la voie à de telles rivalités. Le possible affaiblissement de l'emprise égyptienne à cette période est peut-être en jeu, et pour la partie nord la déstabilisation provoquée par les Hittites est assurément un facteur important. Pour les vassaux ambitieux, la question se pose de leur degré d'autonomie et de leur capacité à profiter de l'attitude relativement laxiste de l’Égypte et de la menace hittite pour tirer leur épingle du jeu. Les lettres d'Amarna sont quoi qu'il en soit une fenêtre permettant d'observer la vie politique et militaire des petits royaumes levantins, en particulier à Canaan qui est très peu documentée par des textes de la période,,,.

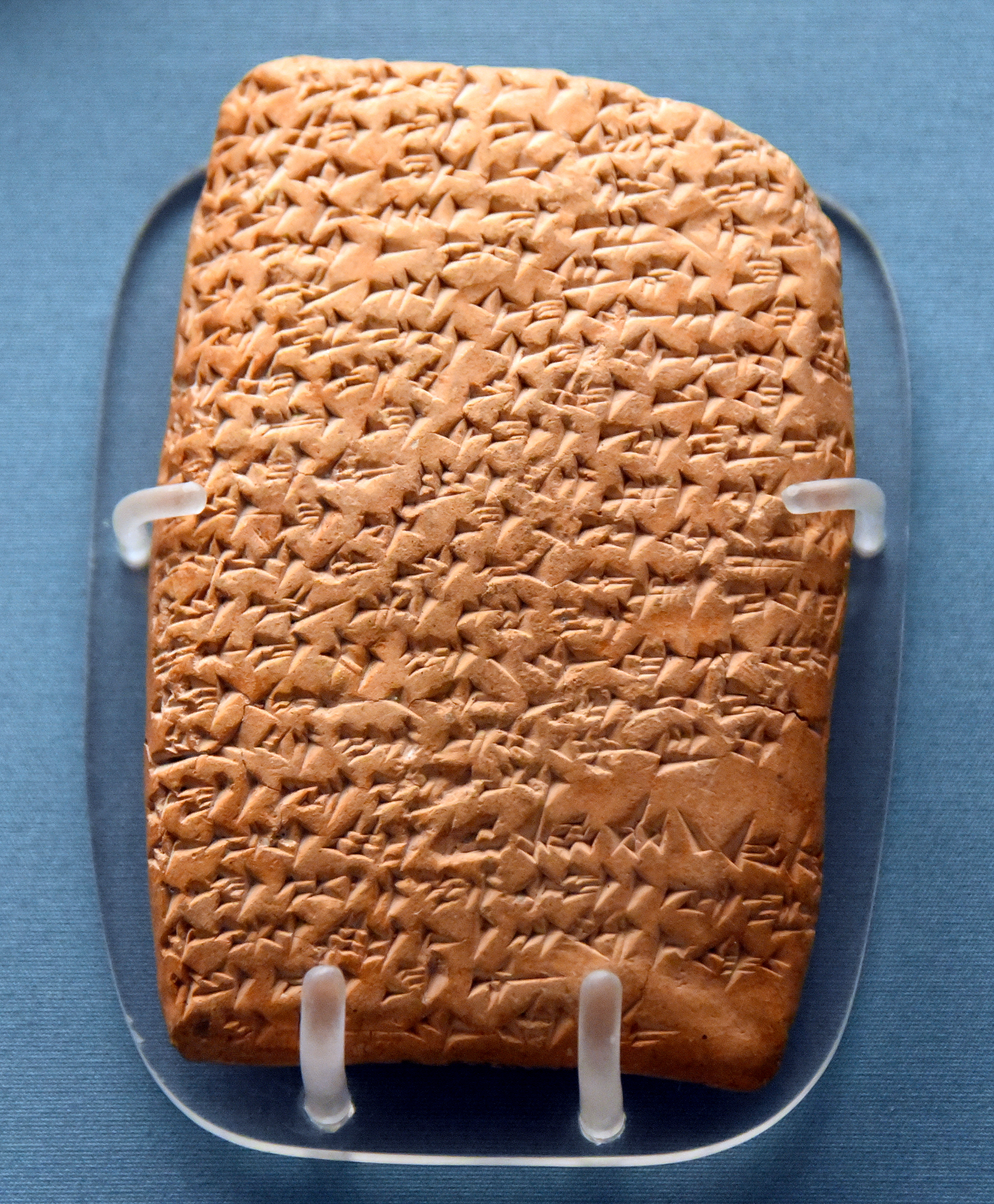
EA 245 : Biridiya de Megiddo dénonce un nouveau méfait de Labayu : alors qu'il avait été capturé par un certain Surata, ce dernier le laisse repartir contre une rançon, bien qu'il ait dit à Biridiya qu'il l'enverrait en Égypte par bateau. British Museum.

Plusieurs souverains levantins testent les limites des autorités égyptiennes, profitant des failles de la domination égyptienne, parfois jusqu'à l'insubordination. C'est en particulier le cas de Labayu de Sichem, le principal fauteur de troubles à Canaan dans la première partie des archives d'Amarna. Il est souvent accusé par ses voisins d'empiéter sur leurs territoires, dans le cadre de disputes territoriales qui semblent monnaie courante, et conduisent parfois à des affrontements directs. Dans ses lettres, il répond aux accusations faites contre lui et se dit un vassal loyal de l’Égypte. Dans la correspondance des vassaux, il est souvent difficile de démêler le vrai du faux devant les proclamations de fidélité et les accusations de déloyauté proférées contre d'autres, également de deviner les collusions entre certains acteurs, dissimulées au roi égyptien. Les liens entre Labayu et un autre roi cananéen puissant, Milkilu de Gezer, sont ainsi difficiles à comprendre. Il est possible que Labayu ait cherché à former une sorte de coalition de roitelets, appuyée de bandes de Apiru, pour dominer l'axe de communication nord-sud reliant l’Égypte au Liban et à la Syrie, suscitant contre lui d'autres coalitions. Quoi qu'il en soit, les intrigues de Labayu conduisent à sa perte : après s'être emparé de localités de la vallée de Jezréel, avoir menacé Megiddo, le roi égyptien ordonne sa capture et il disparaît après cela dans des conditions indéterminées. Mais ses fils deviennent à leur tour des fauteurs de troubles dans les années qui suivent, avec l'appui de Milkilu selon ce que rapporte le roi Abdi-Heba de Jérusalem. Mais ce dernier est également accusé de visées expansionnistes dans une autre lettre (du roi de Gath ?), qui le présente comme un nouveau Labayu (EA 280),,.

« Que le roi, mon seigneur, sache que, depuis le retour (en Égypte) des archers, Labayu a fait la guerre contre moi. Nous ne pouvons donc pas faire la tonte, et nous ne pouvons sortir de la porte (de la ville) à cause de Labayu. Lorsqu'il apprit que les archers n'allaient pas s'avancer, il décidé immédiatement de prendre Megiddo. Que le roi sauve sa ville de peur que Labayu ne s'en empare. »

— EA 244 : Biridiya de Megiddo dénonce les attaques de Labayu.

« Le fait est que je suis le serviteur loyal du roi ! Je ne suis pas un rebelle et je ne manque pas à mon devoir ; je n'ai pas refusé de payer mon tribut, je n'ai rien refusé de ce que mon Commissaire m'avait demandé. Vois, ils me calomnient, en me traitant injustement, mais le roi, mon seigneur, n'examine pas mon crime. (…) En outre, comment, si le roi demandait ma femme, comment pourrais-je la retenir ? Comment, si le roi m'écrivait : « Plonge un poignard de bronze dans ton cœur et meurs », comment n'exécuterais-je pas l'ordre du roi ? »

— EA 254 : Labayu conteste les accusations contre lui et professe sa loyauté.
Au nord, le principal élément perturbateur vers la même époque est le roi Abdi-Ashirta d'Amurru. Son royaume, situé dans les montagnes bordant la Méditerranée au nord de l'actuel Liban, est une puissance montante et expansionniste, lorgnant sur les territoires des riches cités voisines, dont Byblos où règne Rib-Adda. La menace de l'Amurru est un sujet récurrent des nombreuses lettres que ce dernier adresse au roi égyptien et à ses subordonnés. Le pouvoir égyptien reste inactif pendant longtemps, même quand il prend le site de sa garnison à Sumur et quand il progresse profondément dans le territoire de Byblos. Il finit néanmoins par dépêcher des troupes, qui semblent s'y reprendre à plusieurs fois pour le capturer. Il disparaît après cela. Mais ses fils prennent là aussi la relève. L'un d'eux finit par prendre seul la tête de l'Amurru : Aziru. Rib-Adda, qui a été chassé de Byblos par un de ses frères, finit par tomber entre ses mains et, alors que les Égyptiens avaient demandé qu'il leur soit remis, Aziru le livre à d'autres roitelets qui le mettent probablement à mort. Il semble qu'il lorgne ensuite plus vers l'intérieur (pays de Tunip et de Niya). Devant ses actions, il est convoqué en Égypte, mais réussit manifestement à convaincre les rois égyptiens de son innocence et en revient, pour reprendre ses activités habituelles. Une nouvelle fois convoqué en Égypte, il envoie des lettres repoussant sa venue, arguant de la menace hittite qui s'approche de son pays. Peu après, il trahit l’Égypte et devient un vassal des Hittites. À la différence des rois du sud, ceux du nord peuvent profiter de l'opportunité offerte par les rivalités entre grandes puissances,. Quant aux royaumes de l'intérieur, la documentation d'Amarna fournit des informations sur le moment de leur passage sous domination hittite, qui apparaît également dans d'autres sources (notamment les textes d'Ugarit, de Qatna et de Hattusa). Mais la chronologie reste mal comprise. La correspondance de Tunip (EA 59) indique que le roi égyptien retient en otage le prince héritier de la cité (pratique habituelle de ce royaume qui lui permet de conforter son autorité sur le Levant en « éduquant » ses futurs rois), dont les représentants des habitants demandent le retour car leur roi est mort et qu'ils font face aux ambitions d'Aziru, qui finit par l'emporter. L'autre élément perturbateur est Aitakama de Qadesh. Son père Shutatarra entre en conflit contre les Hittites qui le battent, mais Aitakama se rallie aux vainqueurs et peut prendre le trône de sa cité. Bien qu'il professe sa loyauté aux Égyptiens (EA 189 et 190), il semble plutôt agir contre eux et mène des expéditions contre d'autres vassaux égyptiens situés plus au sud. Il devient un des principaux alliés des Hittites dans la région,. La cité de Qatna, vassal du Mittani convoité par les Hittites, connaît une période de troubles marqués par des coups d’État et des destructions importantes, un de ses rois, Akizzi, se rangeant du côté égyptien (EA 52 à 57). Mais elle finit comme ses voisins sous la coupe des Hittites.
Les rivalités politiques entre vassaux font souvent intervenir un groupe particulier, les Apiru (Ḫabiru en akkadien ; SA.GAZ en idéogrammes). Il s'agit d'une composante des sociétés proche-orientales de l'âge du bronze, constituée de personnes déracinées après avoir été exilées ou s'être enfuies de leur propre chef de leur communauté d'origine à la suite de troubles politiques, sociaux et/ou économiques. Ils se réunissent souvent sous la direction de chefs, agissent parfois de façon indépendante, mais peuvent aussi se mettre au service de roitelets locaux, ou même parfois du pouvoir égyptien, en servant notamment de mercenaires. Labayu en utilise ainsi pour ses campagnes contre ses voisins, et les récompense en leur concédant une partie des terres obtenues. Les Apiru constituent donc une population marginale, vivant souvent aux franges des zones sédentaires. Le terme a dans la correspondance amarnienne un sens péjoratif, celui de « hors-la-loi » ou de « brigand », au point qu'il peut être pensé que dans certains cas il s'agit d'une accusation infamante proférée contre des adversaires pour les dénigrer. Les accusations de collusion avec des Apiru sont également monnaie courante,.

« Vois, la guerre des Apiru contre moi est rude, et par la vie des dieux de ton pays, nos fils et nos filles, aussi bien que nous-même(?) ont disparu, puisqu'ils ont été vendus dans le pays de Yarimuta contre des vivres pour nous garder en vie. Faute d'un cultivateur, mon champ est comme une femme sans mari. Tous mes villages qui sont dans les montagnes ou le long de la mer se sont ralliés aux Apiru. Il me reste Gubla (Byblos) et deux villes. Après avoir pris Shigata, Abdi-Ashirta a dit aux hommes d'Ammiya : « Tuez votre chef, et puis vous serez comme nous et en sécurité. » Ils furent gagnés, conformément à son message, et ils sont pareils aux Apiru. Et maintenant, Abdi-Ashirta a écrit aux troupes : « Rassemblez-vous dans le temple de NINURTA, et puis, tombons sur Gubla. Voyez, il n'y a personne qui la sauvera de nous. (…) Même si le roi s'avance, le pays entier sera contre lui et que pourra-t-il nous faire ? » En conséquence, ils ont échangé des serments et en conséquence, j'ai très, très peur, car en fait, il n'y a personne qui me sauvera d'eux. Comme un oiseau dans un piège, ainsi suis-je dans Gubla. Pourquoi as-tu négligé ton pays ? J'ai écrit de la sorte, mais tu ne prêtes pas attention à mes paroles. »

— EA 74 : complainte de Rib-Adda contre les attaques de Apiru et les manigances d'Abdi-Ashirta d'Amurru à son encontre.

### Liens avec la Bible
Assez vite après leur découverte, les lettres cananéennes ont suscité l'intérêt des spécialistes de l'Ancien Testament, car elles nous renseignent sur la situation politique du Levant méridional avant l'apparition des premiers Israélites. La présence d'un roi de Jérusalem parmi les vassaux du roi a ainsi attiré l'attention. Mais ce sont plus particulièrement les Apiru/Habiru qui ont attiré l'attention : leur nom rappelle fortement celui des Hébreux, donc il a été tenté de les identifier comme une preuve de leur arrivée dans la région, qui coïnciderait à la période de l'Exode. Cette interprétation n'est généralement plus suivie, parce que les tentatives de situer l'Exode historiquement portent plutôt sur une période plus tardive (sous le règne de Ramsès II). Apiru n'a de toute manière pas un sens ethnique, mais un sens social, renvoyant à des populations déracinées. Selon certains chercheurs néanmoins, il pourrait y avoir des liens entre les deux, au moins dans le domaine sémantique, puisque les Hébreux seraient dans la Bible une population au départ marginale et traitée comme telle par les populations des villes cananéennes, comme les Apiru des lettres d'El Amarna. Le débat porte alors beaucoup sur la possible parenté entre les deux mots, qui est néanmoins rejetée par une partie des spécialistes,,.